# Partito dei Comunisti Italiani
Il Partito dei Comunisti Italiani (PdCI), meglio noto semplicemente come Comunisti Italiani, è stato un partito politico di sinistra radicale ispirato alla cultura e ai valori del comunismo italiano (quali elaborati nel corso di anni da Antonio Gramsci, Palmiro Togliatti, Luigi Longo ed Enrico Berlinguer). Il PdCI venne fondato l'11 ottobre 1998, in seguito ad una divisione interna al Partito della Rifondazione Comunista e in concomitanza con la crisi del Governo Prodi I.
Come da Statuto, esso si proponeva di «trasformare l'Italia in una società socialista fondata sulla democrazia politica», «affermare gli ideali della pace e del socialismo in Europa e nel mondo» e adoperarsi «per l'indipendenza, l'unità e la sovranità del paese». Il riferimento è alla cultura marxista e ai suoi sviluppi. Persegue il «superamento del capitalismo e la trasformazione socialista della società».
Il simbolo era la bandiera rossa con falce e martello con l'aggiunta della bandiera italiana, riprendente quindi lo storico simbolo del PCI, mentre gli inni erano Bandiera rossa e L'Internazionale.
La Federazione Giovanile Comunisti Italiani (FGCI) era l'organizzazione giovanile del Partito e raccoglieva al suo interno ragazzi di età compresa fra i 14 e i 30 anni.
Il suo settimanale culturale era la Rinascita della sinistra (che già nel nome e nel logo si richiamava al settimanale del PCI Rinascita). Dal 20 ottobre 2008 al 27 aprile 2010 il partito ha anche curato una web tv, la Pdcitv.it - televisione comunista. Il PdCI editava la rivista MarxVentuno.
Dopo le elezioni amministrative in Italia del 2009 e del 2010 la sua presenza istituzionale si ridusse.
Alla fine del 2014 il Comitato Centrale del Partito ha deciso la sua trasformazione nel Partito Comunista d'Italia, quale evoluzione dell'esperienza del PdCI.
Il 26 giugno 2016, in occasione dell'Assemblea Nazionale Costituente del Partito Comunista Italiano, il PCdI decide di confluire nel nuovo soggetto politico guidato da Mauro Alboresi, denominato appunto Partito Comunista Italiano.

## Storia

### Origini nei cossuttiani e bertinottiani
Dal 1994 all'interno del Partito della Rifondazione Comunista emerge una sorta di diarchia fra il presidente Armando Cossutta e il segretario Fausto Bertinotti, ex sindacalista e già esponente dal PDS, al quale proprio Cossutta aveva offerto la candidatura alla segreteria. Con il rafforzamento dell'area riconducibile al segretario sorgono le prime tensioni interne.
In occasione delle elezioni politiche del 1996, Rifondazione Comunista stipula con la coalizione di centrosinistra (l'Ulivo) guidata da Romano Prodi un «patto di desistenza», in base al quale in alcuni collegi (27 alla Camera e 18 al Senato) l'Ulivo avrebbe rinunciato a presentare propri candidati per sostenere quelli di Rifondazione, che però avrebbe usato il vecchio simbolo dell'Alleanza dei Progressisti, in cambio.
In tal modo, spiega Armando Cossutta, «garantiremo la nascita di un governo dell'Ulivo. In cambio abbiamo chiesto che non vengano stipulati accordi, per tutta la legislatura, con la destra».
Quelle consultazioni si risolvono in un successo che riguarda sia l'Ulivo, sia il PRC. Esso arriva al proprio massimo storico e appoggia dall'esterno la formazione ulivista in nome dell'«autonomia dei comunisti e l'unità con le forze della sinistra», come sancirà il III Congresso del PRC (dicembre 1996).
Nell'autunno del 1997 il PRC mette in discussione la fiducia al governo, alla luce di un irrigidirsi dei rapporti con gli alleati. Prodi si dimette, sebbene una consistente porzione di Rifondazione spinga per ricomporre e dopo cinque giorni viene siglato un nuovo patto di un anno fra comunisti e centrosinistra.
L'autunno '97 mette in luce come sia difficile la convivenza tra la fazione eterodossa e movimentista vicina al segretario Fausto Bertinotti e quella ortodossa vicina al presidente Armando Cossutta.
Dal 13 ottobre 1997 inizia a montare tra presidente e segretario del PRC, come dirà Cossutta, «un dissenso che non era frutto del temperamento, bensì di qualcosa di diverso».
Ne nascerà una discussione politico-strategica sulle pagine del mensile del partito Rifondazione, che raggiungerà il suo culmine con l'approvazione del DPEF nell'estate 1998.
L'avvio della discussione riguardante la legge finanziaria 1999 caratterizza la definitiva frattura fra "cossuttiani" e "bertinottiani". In precedenza il segretario Bertinotti attacca il responsabile economico Nerio Nesi, a suo dire favorevole al compromesso con il governo. Si inizia a parlare pubblicamente di scissione.
A 7 anni dalla nascita del PRC, sicuramente significativa, le posizioni di coloro i quali provengono dal vecchio PCI di Palmiro Togliatti ed Enrico Berlinguer non coincidono con i vecchi militanti della "nuova sinistra" e del socialismo radicale (DP, PSIUP), maggiormente favorevoli a svolte movimentiste e di autonomia radicale dalle altre forze politiche.

### Scissione da Rifondazione e nascita
I provvedimenti richiesti non vengono accolti in quel documento di finanza pubblica.
Nella riunione del Comitato Politico Nazionale del 2-4 ottobre 1998, viene deciso di ritirare la fiducia al Governo Prodi e di passare all'opposizione.
La mozione vincente del segretario Bertinotti passa con il voto decisivo delle correnti trotskiste, da sempre all'opposizione, e di una parte dei cossuttiani storici capeggiati da Claudio Grassi, ormai passati con l'area bertinottiana.
Per i cossuttiani quel voto rappresentava un «atto antistatutario», dal momento che un semplice CPN, per quanto rappresentativo di tutto il partito, non poteva cambiare la strategia politica fondamentale del partito, cosa che poteva fare solo un congresso nazionale, massima istanza del partito.
Il 5 ottobre Armando Cossutta si dimette da presidente del partito che aveva voluto e fondato, mentre i parlamentari comunisti, il 6 dello stesso mese, respingono a larga maggioranza la linea di rottura con le altre forze democratiche, affermando però che si sarebbero adeguati alle decisioni del partito in quanto «vincolati dalla propria appartenenza al partito».
Tuttavia alcune centinaia di militanti e dirigenti locali vicini a Cossutta, non riconoscendosi nella decisione del CPN, si autoconvocano presso il Palazzo delle Esposizioni di Roma per il 7 ottobre con l'intento di non arrivare alla rottura con Prodi per impedire il ritorno delle destre al potere. L'assemblea fu guidata da Iacopo Venier, segretario della federazione di Trieste e, in quell'occasione, venne firmato un appello intitolato: Non c'è salvezza per il partito se rompe con il popolo, con i lavoratori, con il Paese.
Il 9 ottobre, durante il dibattito sulla mozione di fiducia al governo, il capogruppo comunista alla Camera, Oliviero Diliberto, annuncia che la maggioranza del gruppo parlamentare avrebbe votato a favore del Governo Prodi. Bertinotti dichiara invece la sfiducia. Pochi minuti dopo, il governo cade per un voto.

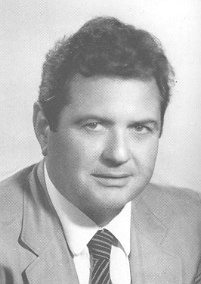
Adalberto Minucci

L'11 ottobre viene convocata al Cinema Metropolitan di Roma la prima manifestazione di tutti coloro che volevano dar vita alla costituente per un nuovo soggetto politico comunista e viene presentato ufficialmente il Partito dei Comunisti Italiani, che aderisce subito all'Ulivo.
Con la nascita del PdCI, vengono ripristinati nomi e simboli del disciolto PCI, nell'evidente volontà di continuità con quella storia. Ciò è reso possibile perché i neonati Democratici di Sinistra - anche se smentiranno - garantiscono nessun atto legale contro il partito di Cossutta. Diversamente, il PRC si oppone a un altro simbolo con falce e martello e il tribunale delibererà che il simbolo del PdCI muti il fondo bianco con uno azzurro.
Al suo esordio, il PdCI può contare su 30.000 iscritti, 27 parlamentari, 28 consiglieri regionali e quasi mille amministratori locali, provenienti in maggioranza da Rifondazione. Ma ci furono anche altri che riprendono la militanza attiva dopo molto tempo, come Adalberto Minucci, già membro della Direzione Nazionale del PCI e direttore di Rinascita, che entra a far parte della segreteria nazionale del PdCI.
Il 29 ottobre viene presentata la nuova tessera e il 22 novembre si riunisce il comitato promotore del PdCI. Vi partecipano 107 fuoriusciti dal Comitato Politico Nazionale del Prc su 112 che votarono il 4 ottobre per la mozione Cossutta. Quest'ultimo viene nominato presidente del comitato che avrà il dovere di reggere le sorti del partito fino alla celebrazione del I Congresso Nazionale, mentre a Marco Rizzo, in marzo, viene affidato il coordinamento. La linea ufficiale è essere «un partito autonomo in un grande schieramento di sinistra».

### Al governo con L'Ulivo
La coalizione dell'Ulivo si riorganizza e il 21 ottobre 1998 si costituisce un nuovo governo di centrosinistra con Massimo D'Alema Presidente del Consiglio. Il PdCI partecipa con Oliviero Diliberto, nominato ministro di Grazia e Giustizia, e Katia Bellillo, ministro senza portafoglio agli Affari Regionali. Sottosegretari comunisti sono Paolo Guerrini alla Difesa, Antonino Cuffaro all'Università e Ricerca Scientifica e Claudio Caron al Lavoro. È la prima volta che dei comunisti siedono al governo dell'Italia dal 1947.
Il 21 gennaio 1999 arriva nelle edicole il settimanale del partito, la Rinascita della sinistra, mentre il 26 marzo nasce il sito web del partito (comunisti-italiani.it).
Per il 10 aprile viene indetto il I congresso nazionale, ma il 3 aprile viene rinviato per lo scoppio della guerra in Kosovo.
Il 15 maggio si tiene un grande attivo dei Comunisti Italiani sui temi del lavoro con i quadri sindacali.

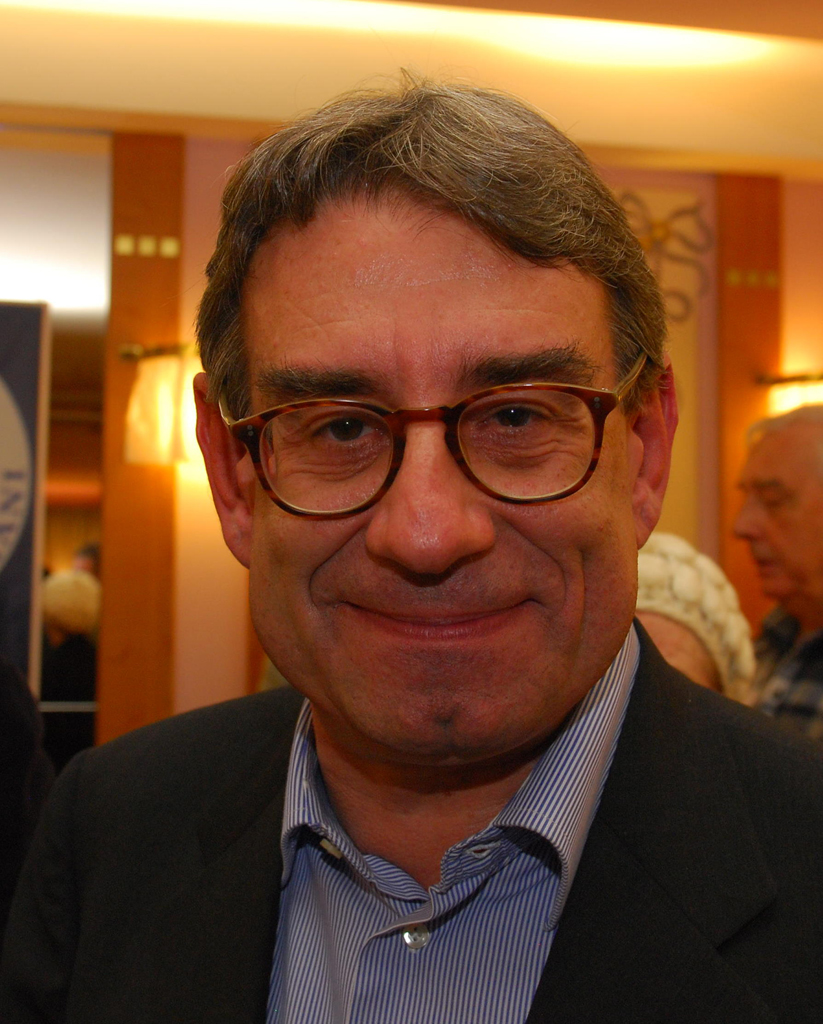
Oliviero Diliberto

Dal 21 al 23 maggio 1999 si tiene a Fiuggi il primo congresso nazionale che lancia il partito verso le elezioni europee del mese dopo. In quell'occasione il PdCI raccoglie il 2% dei consensi, pari a oltre 600.000 voti, valore mantenuto sostanzialmente anche alle seguenti elezioni regionali del 2000 e alle elezioni politiche del 2001. Vengono eletti al Parlamento Europeo Armando Cossutta e Lucio Manisco.
In occasione della I Festa de la Rinascita (organizzata a Pescara dal 24 luglio al 3 agosto), il 31 luglio 1999 la componente giovanile del partito si organizza sotto la storica sigla della FGCI, col nome Federazione Giovanile Comunisti Italiani, e avvia il processo che porterà alla sua costituzione ufficiale, che avverrà solo il 12 dicembre 2004.
Durante l'autunno 1999 si inizia a elaborare un programma politico attraverso una serie di convegni nazionali: "Sicurezza nelle città" (16 ottobre), "Legge Finanziaria 2000" (23-24 ottobre), "Sud, fra passato e presente" (13 novembre), "Autonomie per unire" (5 dicembre).
Il 22 dicembre inizia il governo D'Alema II, che conferma la stessa delegazione governativa che i Comunisti italiani avevano nel precedente esecutivo.
Il 29 gennaio 2000 si tiene la manifestazione nazionale a Roma Battere le destre: governare l'Italia e le regioni che, di fatto, apre la campagna elettorale per le amministrative del 16 aprile. Vengono nel frattempo organizzati due convegni nazionali su lavoro e diritti (12 febbraio) e scuola (27 febbraio).
Il 20 aprile, con una lettera a la Repubblica, Oliviero Diliberto annuncia l'intenzione di dimettersi da ministro per tornare «a fare politica per il partito e per la sinistra, nel tentativo di evitare un effetto '8 settembre'». La decisione viene presa quattro giorni dopo la sconfitta dell'alleanza di governo alle elezioni regionali.

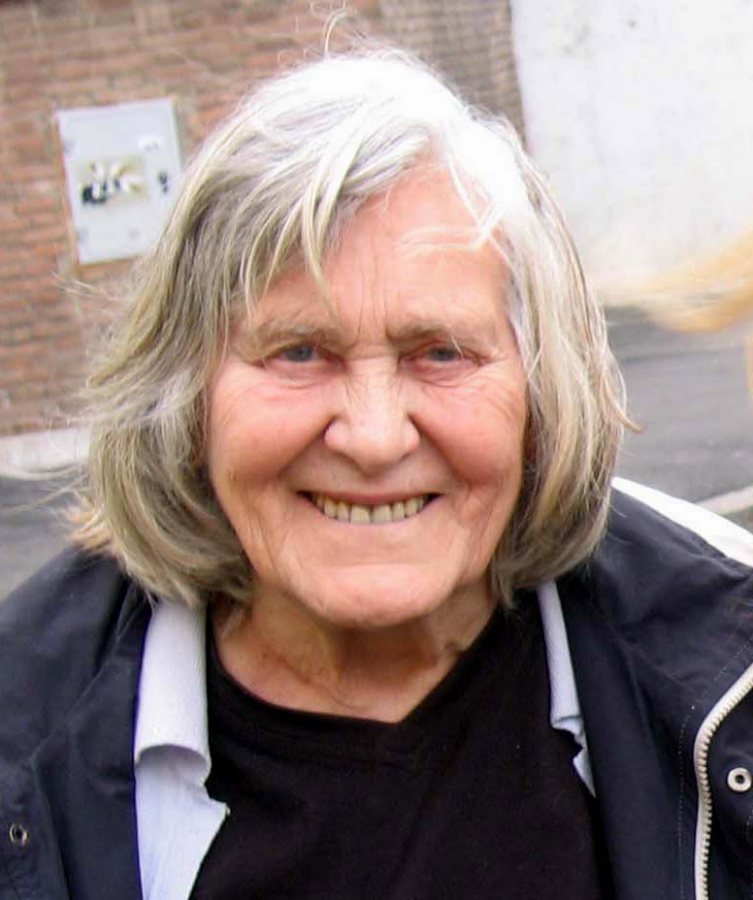
Margherita Hack

Il 26 aprile 2000 nasce il governo Amato II. Diliberto viene sostituito da Nerio Nesi, al quale sarà affidato il ministero dei Lavori Pubblici, mentre Katia Bellillo rimane ministro senza portafoglio ma perde la delega agli "Affari regionali" per assumere quella alle "Pari opportunità".
Dopo una lunga prima fase in cui il partito viene guidato dal solo presidente Armando Cossutta, il Comitato Centrale il 29 aprile 2000 accoglie quasi all'unanimità (118 sì, 1 no, 3 astenuti) la proposta dello stesso Cossutta di eleggere Oliviero Diliberto alla nuova carica di segretario nazionale. Il neosegretario commenterà: «Il capo resta ancora lui, il presidente. Io sono venuto qui per dargli una mano».
L'8 luglio il ministro Katia Bellillo partecipa al "World Pride" di Roma e, poco dopo, si apre la II Festa de la Rinascita che vede la partecipazione di diversi intellettuali italiani. Da questa esperienza nascerà il Politecnico, un luogo di studio e ricerca presieduto da Margherita Hack.
Il 21 gennaio 2001 vengono festeggiati gli 80 anni dalla fondazione del Partito Comunista con un grande appuntamento al teatro Brancaccio di Roma.

### Elezioni politiche del 2001 e opposizione

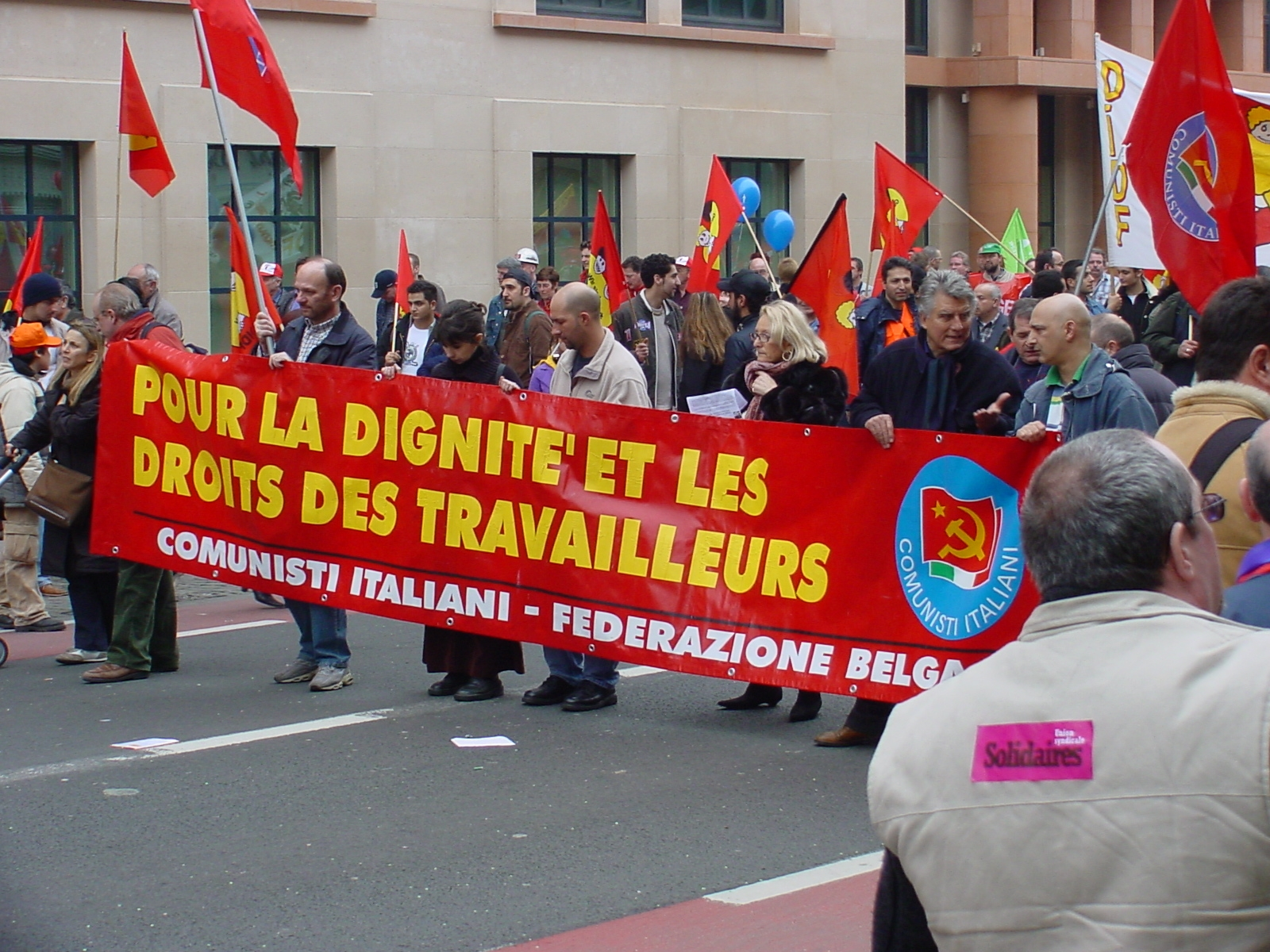
Sezione belga del PdCI

Alle elezioni politiche del 2001 il PdCI si presenta come l'estrema sinistra della coalizione dell'Ulivo che sostiene la candidatura di Francesco Rutelli alla presidenza del Consiglio.
Nella quota proporzionale della Camera il PdCI aveva tentato di far parte del cartello de Il Girasole con Verdi e Sdi, ma per un veto di quest'ultimo i Comunisti Italiani ne furono esclusi e costretti a superare da soli lo sbarramento del 4%. Alle elezioni il partito registra un calo, raccogliendo solo l'1,7% nella quota proporzionale. All'interno della lista dell'Ulivo riesce comunque ad eleggere 9 deputati nella quota uninominale e 2 senatori. Alla Camera viene costituita una componente politica autonoma all'interno del Gruppo misto grazie all'adesione "tecnica" di Saverio Vertone.
Dal 13 al 16 dicembre 2001, a Bellaria (RN), il secondo congresso nazionale si conclude con la conferma di Diliberto segretario e Cossutta presidente.
La linea del PdCI si caratterizza per la spiccata attenzione verso i temi del lavoro, dello sviluppo, dei diritti, delle grandi questioni internazionali (la pace, la solidarietà con i popoli sfruttati, la lotta contro l'imperialismo).
Nel corso degli anni, il partito consolida collaborazioni con i Verdi: insieme sono promotori per dare più peso ai temi della pace e della giustizia sociale. Altro caposaldo della politica del PdCI è la difesa intransigente della Costituzione repubblicana e della Resistenza al nazi-fascismo.
Nel luglio 2001 la sola FGCI è tra i firmatari nazionali del Genoa Social Forum che protesta contro la globalizzazione propugnata dal G8. Localmente aderiscono il PdCI di Roma e Lecce.
Sui movimenti che nascono o rifioriscono anche in Italia a partire dal 2000, il partito ha una posizione amica, ma critica, ben spiegata da Diliberto al Comitato Centrale del 12 gennaio 2003: «Noi siamo nei movimenti - e questo è un punto al quale tengo molto - senza scioglierci in essi. Senza confonderci. ( [...] ) I movimenti sono fondamentali. Più ce ne saranno, meglio sarà per la sinistra, e tuttavia vedo in alcuni di essi rischi di posizioni non politiche o prepolitiche. È l'idea di una sorta di purezza dei movimenti contro l'imbastardimento dei partiti; l'idea di una intransigenza morale dei movimenti contro lo sporcarsi le mani dei partiti. In certi esponenti dei movimenti sembra prevalere una sorta di intransigenza che non fa i conti con la politica, con la necessità del compromesso, della sintesi, della costruzione faticosa della proposta. Queste tendenze vanno contrastate, non bisogna avere un atteggiamento subalterno, perché altrimenti noi non saremmo nel movimento da comunisti».
Tra il 2002 e il 2003, il PdCI è tra le forze (insieme a Verdi, girotondi, Il manifesto) che sostengono Sergio Cofferati quale ipotetico futuro leader di una sinistra riunita, progetto che tuttavia naufragherà nel maggio 2003.
Il 21 marzo 2004 Nerio Nesi lascia il PdCI, dopo un biennio di malumori sulla linea e sulla gestione del partito.
Dal 20 al 22 febbraio 2004 si celebra a Rimini il terzo congresso nazionale, dove si decide di modificare il simbolo del partito con l'aggiunta della dicitura "per la sinistra", a conferma dell'impegno del partito per spostare più a sinistra possibile l'opposizione e riaggregare la radicalità italiana.
Il 19 maggio si iscrive al partito Nicola Tranfaglia, che il 1º febbraio aveva lasciato polemicamente i DS.

### Elezioni europee del 2004 e crisi Cossutta-Rizzo

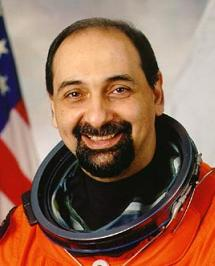
Umberto Guidoni

Alle elezioni europee del 2004 il PdCI raggiunge il suo massimo storico, ottenendo il 2,4% dei consensi, pari a quasi 800.000 voti, ottenendo due seggi al Parlamento europeo. Risultano eletti Marco Rizzo e Diliberto, che però rinuncia a favore dell'astronauta Umberto Guidoni. I deputati europei aderiscono al gruppo Sinistra Unitaria Europea/Sinistra Verde Nordica.
Il 17 luglio 2004 confluisce nel partito la formazione denominata Democrazia Popolare (Sinistra Unita), scissasi dal PRC quattro anni prima.
Gli ottimi risultati delle elezioni europee portano con sé un'aria di crisi dentro il Partito. Contro ogni previsione, infatti, il presidente Cossutta non viene riconfermato europarlamentare perché scavalcato nel collegio Nord-Occidentale dal capogruppo alla Camera Marco Rizzo (10.325 preferenze contro le 7.802 di Cossutta).
Prima delle elezioni il partito pensava di eleggere Cossutta e Venier, ma anche il secondo viene sopravanzato sia da Diliberto che dall'indipendente Umberto Guidoni, noto astronauta. Diliberto rinuncia alla sua elezione per restare a Roma, ma a giovarsene è comunque Guidoni che, entusiasta, accetta l'incarico iscrivendosi al partito.
Cossutta invece insiste chiedendo a Rizzo di non accettare l'elezione per favorirlo in quanto primo degli eletti, ma Rizzo risponde di aver voglia di occuparsi del partito in Europa e quindi si dimette sia da deputato che da membro della segreteria.
Vengono convocate due Direzioni Nazionali e nel mezzo si tiene il 19 e 20 giugno il Comitato Centrale. Qui Rizzo ribadisce di voler andare all'Europarlamento «per contribuire ad unire, anziché dividere i partiti comunisti e della sinistra in Europa, e lascerò, per mia scelta, la segreteria. Nella campagna elettorale intensissima durata 40 giorni ho fatto ben 81 comizi, di cui 38 al Centro ed al Sud ed il resto nel Nord Ovest, circoscrizione nella quale ero candidato».
Alla fine il partito prende atto all'unanimità della volontà di Rizzo. Ma Cossutta ingoia amaro: da allora tra i dirigenti circoleranno veleni e sospetti tra chi è vicino a Cossutta e chi a Rizzo, con Diliberto che cerca di mantenere l'unità in più occasioni. La tensione sempre più esplicita fra Cossutta e Rizzo tuttavia non intacca il lavoro del partito e restò di fatto confinata ai suoi protagonisti.
Il 26 ottobre 2004 un altro indipendente di prestigio accetta di iscriversi al PdCI: lo psichiatra Luigi Cancrini, in primavera già candidato dal partito alle europee.

### Ritorno al governo con l'Unione
La coalizione di centro-sinistra si rinnova, si apre a nuovi contributi, ritrova l'accordo con Rifondazione e con l'Italia dei Valori e assume la nuova denominazione provvisoria di Grande Alleanza Democratica o GAD (11 ottobre 2004), e poi quella definitiva de L'Unione (10 febbraio 2005).
Alle elezioni regionali del 2005 il PdCI, nelle 14 regioni chiamate al voto, raggiunge una percentuale media del 2,7%.
Romano Prodi, leader della coalizione dell'Unione, rilancia, nel frattempo, l'organizzazione di elezioni primarie per scegliere il candidato premier dell'Unione.
I Comunisti Italiani non gradiscono lo strumento delle primarie ma, preso atto della sua inevitabilità, pensano di appoggiare la candidatura di Fausto Bertinotti, se questi accettasse di diventare poi leader di tutta la sinistra massimalista. Bertinotti rifiuta e il 16 ottobre 2005 i Comunisti Italiani preferiscono schierarsi per confermare Romano Prodi leader dell'Unione. Prodi ottiene il 74,1% dei voti.
Il 19 gennaio 2006 la Direzione Nazionale del partito approva le liste «qualificate e aperte, con importanti personalità della politica, della cultura, del mondo del lavoro» dei candidati alla Camera per le elezioni politiche del 2006, tra cui figurano il presidente e il segretario del partito, Armando Cossutta e Oliviero Diliberto, oltre all'astrofisica Margherita Hack, all'astronauta parlamentare europeo Umberto Guidoni e allo storico Nicola Tranfaglia. Come da statuto approvato nel 2004, vengono esclusi tutti coloro che hanno già cumulato due mandati parlamentari, tra cui la figlia del presidente, Maura Cossutta, e Gabriella Pistone. Viene anche escluso il direttore de La Rinascita della sinistra, il senatore uscente Gianfranco Pagliarulo, non ricandidato per aver partecipato il 4 dicembre 2005 alla presentazione della mini-scissione dell'Associazione RossoVerde di Alessio D'Amato.
Le reazioni degli esclusi sono scomposte: Pagliarulo e la Cossutta si dimettono il 18 gennaio da tutti gli incarichi (il primo per raggiungere i rossoverdi di D'Amato dal quale poi si distaccherà in luglio per fondare la Associazione Sinistra Rossoverde, la seconda rimanendo un'indipendente), mentre la Pistone, dopo tre legislature alla Camera consecutive, lascerà il PdCI il 23 febbraio e il 31 marzo approderà alla Rosa nel pugno.
Il risultato è un incremento del 50% dei voti circa rispetto alle precedenti politiche del 2001. Alla Camera, la lista dei Comunisti Italiani raccoglie 885.000 voti (il 2,3%), segnando il suo nuovo massimo storico. Il partito elegge, così, 16 deputati.
Al Senato viene lanciata una lista unitaria insieme ai Verdi e ai Consumatori Uniti, denominata "Insieme con l'Unione", che raccoglie 1,4 milioni di voti (il 4,2%) superando quasi dovunque lo sbarramento regionale del 3% ed eleggendo 11 senatori, di cui 5 comunisti: un risultato incoraggiante (in alcune regioni al Senato si prendono più voti che divisi alla Camera), e così la direzione nazionale dà il suo parere positivo per la costituzione di un gruppo unico senatoriale con i Verdi. Diliberto va alla Camera, Cossutta al Senato.
Presidente del gruppo parlamentare alla Camera è Cosimo Giuseppe Sgobio, al Senato la presidenza del gruppo unitario con i Verdi è assunta da Manuela Palermi.
Durante le trattative per il nuovo governo di centrosinistra, il PdCI non segnala propri uomini di partito, ma suggerisce a Prodi sei nomi "che parlano a tutta la sinistra", a cui Prodi può attingere in piena libertà: Foad Aodi, medico e presidente nazionale dell'Associazione Medici Stranieri in Italia, di origine palestinese; Alberto Asor Rosa, storico e coordinatore della Camera di consultazione della sinistra; Marco Mancini, Rettore dell'Università della Tuscia di Viterbo; Gianni Minà, giornalista ed esperto di America Latina; Gian Paolo Patta, sindacalista già segretario nazionale e ora segretariato europeo CGIL; Luigi Scotti, presidente del tribunale di Roma.
Inoltre propone come senatrice a vita la studiosa Margherita Hack.
Prodi non sembra ben disposto e in extremis il PdCI riesce a far inserire nella compagine di governo Alessandro Bianchi, rettore dell'Università degli studi "Mediterranea" di Reggio Calabria e noto urbanista: un tecnico non organico al partito, ma considerato vicino al PdCI.
Il 17 maggio nasce il governo Prodi II e Alessandro Bianchi giura da Ministro dei Trasporti. Tra i sottosegretari sono riconducibili al PdCI Luigi Scotti (alla Giustizia, diventatone poi ministro) e Gian Paolo Patta (alla Salute). Non mancheranno tuttavia strascichi polemici per il mancato conferimento del ministero dell'Università e della Ricerca Scientifica ad Asor Rosa, per presunti veti della comunità ebraica, in quanto lo storico aveva assunto posizioni eccessivamente filo-palestinesi.

#### Dimissioni di Cossutta
Il 21 giugno 2006 Cossutta, con una lettera al segretario Diliberto, si dimette da presidente del partito. Per Cossutta si tratta di «una decisione molto meditata e sofferta per chi come me ha fondato il Partito dei Comunisti Italiani», già ampiamente motivata in privato a Diliberto il 6 giugno. Diliberto se ne rammarica molto, ma ne prende atto.
I motivi della rottura non sono immediatamente chiari. E in effetti si tratta della conclusione di un periodo, tra il novembre 2005 e il maggio 2006, durante il quale Cossutta capisce che la sua figura di presidente non riusciva più a influenzare in alcun modo la linea del partito. Nel giro di sei mesi, infatti, vengono bocciate pressoché all'unanimità la proposta della Lista Arcobaleno coi Verdi con un logo privo della falce e martello, quindi non vengono accolte le deroghe per le candidature alle politiche 2006 che riguardavano, guarda caso, proprio la figlia di Cossutta, Maura, che è stata deputata ininterrottamente dal 1996 al 2006. Infine, viene rifiutata l'idea di entrare nel governo Prodi II con personalità del partito. In tutte queste scelte, Cossutta scorge una deriva estremistica del partito, in antitesi con la storia e la prassi dello stesso comunismo italiano, e un gruppo dirigente che non riesce a mettere "la politica prima della propaganda", come dirà a Il Riformista del 27 aprile.
Cossutta resta nel PdCI e Diliberto sarà il primo a fargli gli auguri per i suoi 80 anni (2 settembre), ma l'ex-presidente, dal 4 agosto 2006, inizierà ciclicamente a rilasciare interviste nelle quali critica duramente il partito e i suoi dirigenti, proponendo al contempo di superare il PdCI all'interno di un contenitore di sinistra più vasto. "Una sinistra senza aggettivi", come propone su l'Unità del 21 ottobre (frase che verrà ripresa da Diliberto nel quarto congresso). A detta di Cossutta, nessun partito, soprattutto il PdCI, è in grado di realizzare quanto chiede. Più in là, Cossutta teorizzerà che l'unico modo per favorire l'unità della sinistra sia quello di mettere da parte nomi e simboli del comunismo.
Il 21 aprile 2007 Armando Cossutta lascia il PdCI.

#### Tra piazza e governo

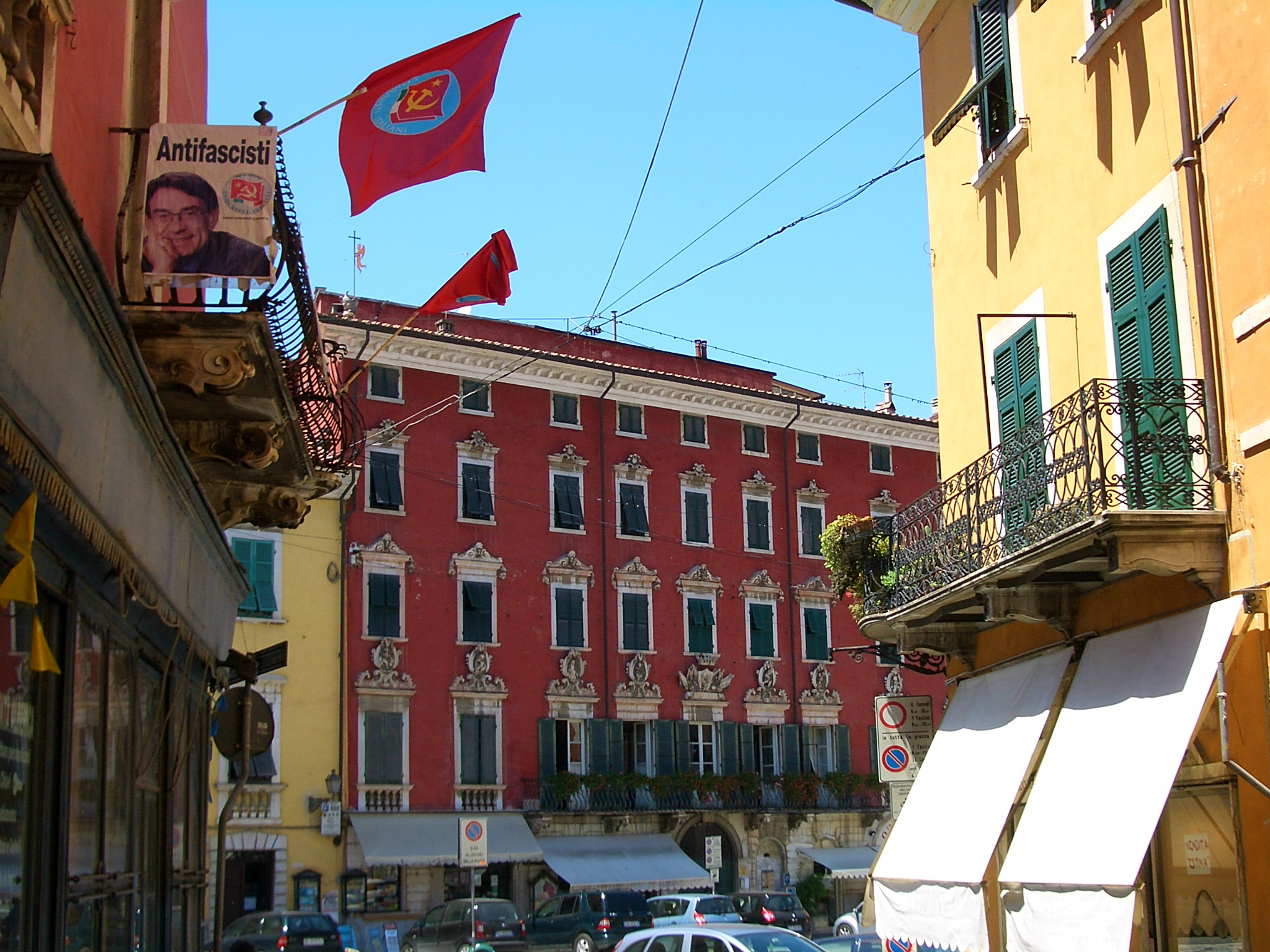
Carrara, 2007

Fin dall'inizio dell'esperienza del secondo governo Prodi, il PdCI opta per un sostegno leale, ma disincantato al governo per chiedere la semplice applicazione integrale del programma di coalizione, rinunciando a propri specifici desiderata. Al contempo resta sullo sfondo la speranza di unire la sinistra.
Già a giugno 2006 il PdCI è l'unico partito non disposto a rifinanziare la missione italiana in Afghanistan creando non pochi malumori nella maggioranza e portando a un braccio di ferro di settimane. Per il PdCI si tratta di applicare il programma de l'Unione, mentre il ministro Massimo D'Alema accusa il PdCI di voler far cadere il governo. Alla fine l'accordo verrà raggiunto su una mozione che lascia proseguire la missione afgana, ma applicando il codice militare di pace: per il PdCI è il segno della discontinuità col precedente governo Berlusconi.
In luglio a tener banco è la spinosa questione dell'indulto, uno sconto di pena di tre anni che vede d'accordo maggioranza (Italia dei Valori esclusa) e settori dell'opposizione. Sulla questione Diliberto interviene in Aula annunciando l'astensione dei Comunisti Italiani perché ritiene l'indulto è generoso su troppe tipologie di reato gravi («noi che siamo a favore dell'indulto, non possiamo essere a favore di questo indulto»).
In tutta questa prima fase della legislatura PdCI e PRC si vanno così differenziando nettamente: il primo sempre pronto a non dare sì scontati, il secondo invece sempre allineato col governo. Tutto ciò sarà motivo di conflitto acuto fra i due partiti comunisti, tanto da far sospettare a un vero e proprio assalto del PdCI al PRC.
Il 23 ottobre il senatore Fernando Rossi, deciso a votare contro il rifinanziamento delle missioni internazionali, fuoriesce dal partito e dal 15 novembre decide di rappresentare in Senato i Consumatori Uniti di Bruno De Vita, per poi fondare l'anno successivo il "Movimento Politico dei Cittadini".
Il PdCI continua intanto a offrire prospettive di unità al PRC, ma il segretario Giordano si oppone categoricamente perché fra i due partiti «dal 2001 ad oggi, le distanze si sono vieppiù allargate».
Il 4 novembre il PdCI è fra le forze politiche e sociali che scendono in piazza a Roma contro la precarietà nel lavoro e ciò farà parlare di sinistra che manifesta contro il proprio governo portando anche il ministro Bianchi a prendere le distanze.
Il 18 novembre il PdCI torna a sfilare in piazza a Roma per la pace in Palestina, ma stavolta non c'è nessun altro partito parlamentare (il resto dell'Unione manifesta, col PdCI presente, a Milano sullo stesso argomento ma equiparando Israele e Palestina), ma varie realtà di estrema sinistra. La manifestazione suscita scandalo e lo sdegno del presidente Giorgio Napolitano perché vengono bruciati manichini di soldati italiani. Diliberto prende le distanze parlando di «imbecilli», ma non evita una dura reprimenda di Prodi.
Nella legge Finanziaria 2007 passa un emendamento del PdCI che stabilizza migliaia di precari della pubblica amministrazione e il partito propaganderà tale risultato parlando di 350 000 precari assunti, ma altri sosterranno che non si andrà oltre i 100 000.
Vengono però avanzate diverse critiche "da sinistra" all'operato del governo. Il 7 dicembre i sindacati vengono contestati dagli operai alla Fiat di Mirafiori e pochi giorni dopo la sezione PdCI dell'Alfa Romeo fa sapere attraverso il Corriere della Sera di pensarla come Mirafiori e chiede al PdCI di fare «mea culpa». Diliberto sembra in sintonia con questo malcontento ma si dice ancora convinto che «stando dentro questo governo posso condizionarlo, posso strappare provvedimenti importanti, stabilizzare 300 mila precari, insomma posso contare».
Il PdCI alla fine del 2006 appare comunque un partito in piena salute per numero di iscritti (raggiungendo il massimo storico) e anche di voti, visto il balzo in avanti avuto alle elezioni regionali del Molise. Con queste premesse il 21 gennaio 2007 il partito organizza una manifestazione nazionale per festeggiare gli 86 anni dalla fondazione del Partito Comunista d'Italia e commemorare i 70 dalla morte di Gramsci che verrà definita la più grande iniziativa dalla sua nascita.

#### Crisi sulla politica estera
Nel gennaio 2007 si apre una questione spinosa che avrà effetti imprevisti: la realizzazione della nuova base USA nell'aeroporto Dal Molin di Vicenza, il cosiddetto progetto «Ederle 2». Dopo un primo periodo di incertezza, il 16 gennaio Romano Prodi da Bucarest fa sapere che «il governo non si oppone» a Ederle 2, anche perché «l'ampliamento della base era stato deciso dal governo precedente e dal Comune». Diliberto non nasconde a caldo la sua delusione originata anche dal fatto che pochi mesi prima il ministro della Difesa Arturo Parisi aveva risposto a un'interrogazione del PdCI che «a tutt'oggi, con la controparte USA non sono stati sottoscritti impegni di alcun genere. La disponibilità di massima manifestata dal precedente Governo non si è tradotta, infatti, in alcun accordo sottoscritto».
Il 24 gennaio alla Camera il responsabile esteri del PdCI Venier interrompe i lavori esibendo la bandiera del movimento No Dal Molin.
Poi il 1º febbraio arriva un'inaspettata tegola sul governo. Quel giorno al Senato viene approvata con 152 sì, 146 no e 4 astenuti (i senatori dell'Ulivo Gavino Angius e Massimo Brutti, Domenico Fisichella e Paolo Bodini) un ordine del giorno della Casa delle Libertà sull'allargamento della base Usa di Vicenza. Decisiva per la sconfitta del governo sarà la non partecipazione al voto di sei senatori della maggioranza. Decisivi anche i sì di Giulio Andreotti e del presidente della Commissione difesa, Sergio De Gregorio, oltre a quello del parisiano Natale D'Amico. Assenti i senatori a vita Rita Levi-Montalcini, Carlo Azeglio Ciampi, Francesco Cossiga, Oscar Luigi Scalfaro e Sergio Pininfarina. Diliberto denuncia che «si è tanto parlato della sinistra pacifista, ma i pericoli alla stabilità giungono dalle manovre neocentriste».
Prodi scrive una lettera aperta a la Repubblica in cui difende otto mesi di politica estera del governo mettendo in luce gli aspetti ritenuti più "pacifisti" e concreti, come la chiusura della base militare della Maddalena. Ma tutta l'ala sinistra della coalizione di governo si dà appuntamento a Vicenza per la manifestazione del 17 febbraio, a cui parteciperanno, secondo gli organizzatori, 200 000 persone.
È a questo punto, 21 febbraio, che il ministro D'Alema si presenta al Senato per illustrare la linea del governo in politica estera. La mozione che doveva approvare le comunicazioni del ministro viene però bocciata. Rossi e Franco Turigliatto non votano, i senatori a vita Andreotti e Pininfarina si astengono (che al Senato vale come voto contrario). Prodi, preso atto del voto, poche ore dopo dà le dimissioni e apre ufficialmente la crisi di governo.
PdCI e PRC entrano nella bufera perché accusati di aver eletto rispettivamente Rossi e Turigliatto, ma il primo era già fuori dal partito da tre mesi, e il secondo è dirigente di una corrente di minoranza del Prc. Diliberto corre ai ripari parlando di «scellerati» e giustificando il capogruppo Palermi che aveva dato in aula dello «stronzo» a Rossi, ma ricordando che comunque il governo «si ritrova contro poteri forti come Confindustria, Vaticano, amministrazione Bush», i cui referenti in aula per Diliberto sono rispettivamente Pininfarina, Andreotti e Cossiga.
Il PdCI chiede, come tutta l'Unione, di riconfermare il governo senza modifiche e così la crisi rientra in fretta con un nuovo doppio voto di fiducia, ma la crisi ha risvolti inaspettati a sinistra. Il 22 febbraio alle 22 è convocato un vertice di maggioranza dove Prodi pone 12 condizioni per ripartire. Il cosiddetto dodecalogo è approvato velocemente e all'unanimità, ma presenta punti che riducono drasticamente l'agibilità politica dell'ala sinistra de l'Unione.

#### Distensione con Rifondazione

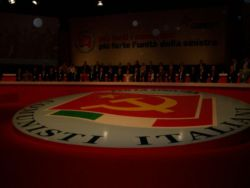
Presidenza e logo del IV Congresso

Diliberto dichiara che per «arginare i tentativi di sbattere la sinistra fuori dal governo per varare operazioni moderate e neocentriste» occorre «ristabilire un canale di dialogo continuo e cordiale tra Rifondazione e il PdCI. La speranza poi è una sinistra tutta unita. Del resto, ritengo che una delle cause di fibrillazione della maggioranza sia stata proprio la competizione a sinistra».
A sorpresa l'invito è indirettamente accolto da Fausto Bertinotti che con un'ampia intervista a Liberazione del 26 febbraio è giunto alla conclusione «che ci sia una via d'uscita a questa crisi solo se si uniscono forze e si mette al primo punto il problema della cultura politica e del che fare. ( [...] ) Per affrontare la crisi della politica bisogna affrontare la questione di come raggiungere la “massa critica”. Se non lo affronti, questo tema, se lo rinvii a chissà quando, potrai seminare in eterno e benissimo, ma non riuscirai mai a raccogliere.». Anche se non esplicitamente, Bertinotti sancisce la fine di nove anni di ostile indifferenza verso il PdCI.
A riprova di ciò, il 2 marzo alla Camera Diliberto conclude il suo discorso sulla fiducia al governo osservando che per non essere emarginai e continuare a perseguire gli obiettivi prefissati occorre più unità del centrosinistra ma, al suo interno, anche più unità della sinistra. Incassati gli applausi dei deputati del PdCI e, fatto nuovo, del PRC, Diliberto sale nella postazione presidenziale di Bertinotti e i due hanno un plateale abboccamento confidenziale. Decisivo per il disgelo fra i due partiti comunisti pare essere stato il vertice serale del 22 febbraio. Il successivo intervento di Franco Giordano riceverà a sua volta gli applausi dei deputati del PdCI e del PRC.
Il 9 e 10 marzo 2007 il Comitato Centrale del PdCI indice il IV Congresso nazionale per la fine di aprile. A tenere banco è l'apertura di Bertinotti, il percorso unitario e il mantenimento dell'identità del partito.

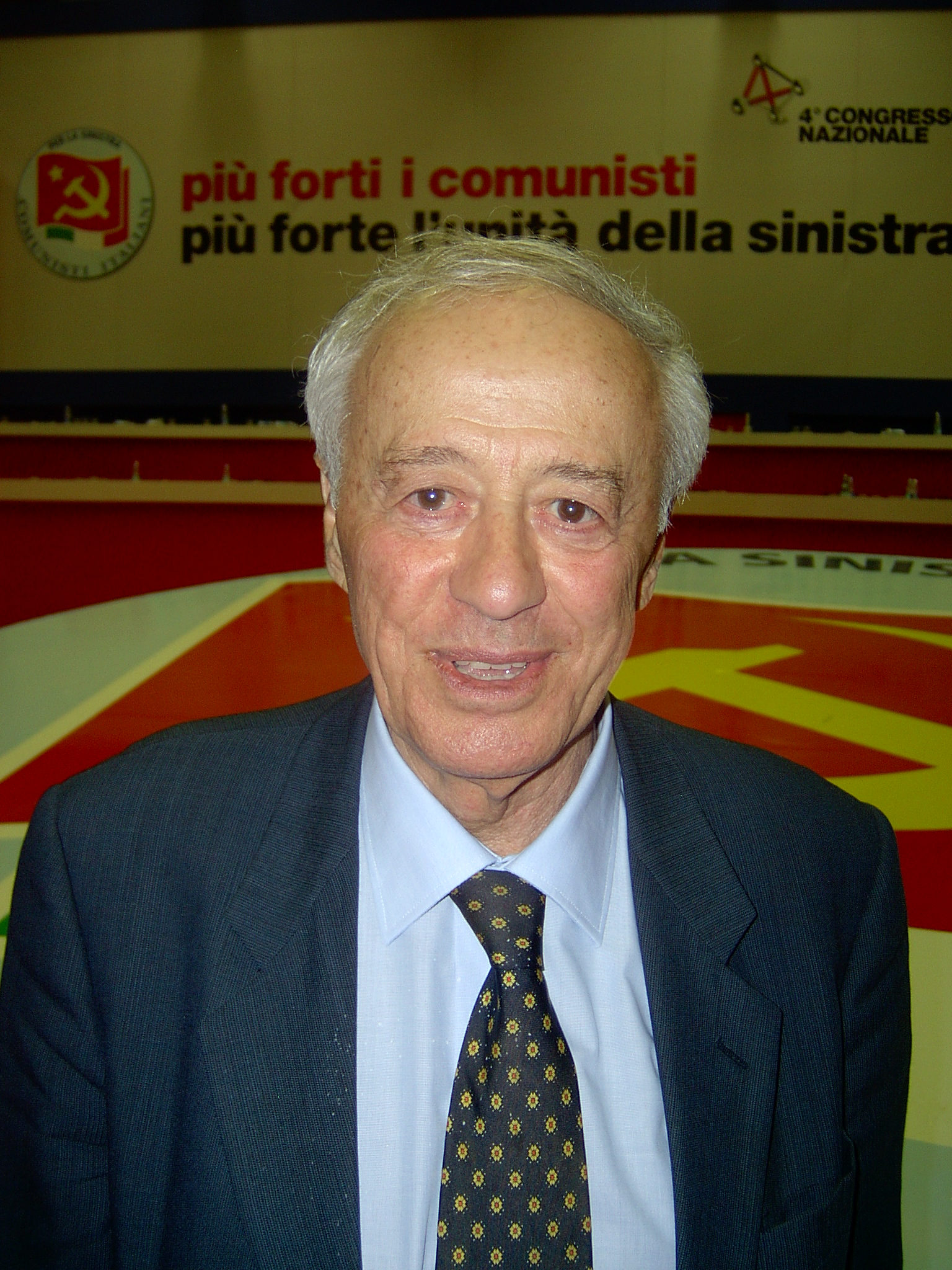
Antonino Cuffaro

In entrambi i partiti si scontrano però posizioni diverse: in Rifondazione poco tempo dopo l'apertura di Bertinotti il segretario Giordano annunciava di avere in merito un'opinione del tutto opposta. E nel PdCI Diliberto ammette l'esistenza di opinioni diverse e l'esigenza di fare sintesi «declinando unità e diversità».
Al congresso non vengono presentate mozioni alternative e ciò garantisce una formale unanimità sulla linea politica. Nei congressi locali a far notizia è solo il Pdci della Calabria che approva delle mozioni di sfiducia verso l'operato del ministro Bianchi, rettore proprio a Reggio Calabria, e il segretario del Pdci Piemonte Luca Robotti che viene rimosso dall'incarico.
Dal 27 al 29 aprile 2007 viene celebrato il quarto congresso nazionale del partito. È un congresso che segna una significativa svolta nel processo di unità a sinistra perché vede sfilare tutti i suoi principali leader (compresi i neo-scissionisti Ds di Sinistra Democratica) che via via dichiarano di voler condividere subito il progetto unitario che il PdCI aveva lanciato sette anni prima. Emblematica è poi la presenza in sala di Bertinotti, che viene accolto calorosamente.
Pur essendo il primo congresso senza Cossutta, non si registrano spaccature o divisioni: un solo intervento sarà a favore dell'ex presidente, mentre Diliberto e la sua linea è approvata col 98,8% dei voti. Alla carica di presidente viene posto Antonino Cuffaro.
Il 3 maggio per la prima volta dopo nove anni, Diliberto viene intervistato da Liberazione.

#### Caduta del governo Prodi II
Il 12 maggio il PdCI partecipa alla manifestazione per l'approvazione dei DICO.
A fine maggio conferma la sua ascesa alle elezioni amministrative e, in particolar modo, festeggia la rielezione di Rosario Crocetta a sindaco di Gela.
Il 9 giugno aderisce al sit-in di piazza del Popolo a Roma «per dire no alla guerra, no alla politica imperialista e neocoloniale dell'amministrazione Bush, no alla logica della guerra preventiva e permanente che insanguina il mondo». Tuttavia vi partecipano in pochi e va molto meglio il contemporaneo corteo pacifista organizzato dalla sinistra extraparlamentare. Diliberto ammette: «Un flop annunciato».
Si acuisce intanto il rapporto tra PdCI e il ministro dell'Economia Tommaso Padoa-Schioppa. I Comunisti Italiani chiedono a gran voce una politica di forte redistribuzione e contrastano le ventilate ipotesi di riforma delle pensioni e del welfare e Diliberto avverte che «i margini per Prodi sono molto stretti, direi angusti, si rischia davvero la crisi».
Il 23 luglio il governo presenta l'accordo coi sindacati sulla riforma delle pensioni e il giorno dopo fa altrettanto presentando il protocollo sul welfare. Il giudizio del PdCI è severissimo e annuncia una dura battaglia mentre alcuni intellettuali di sinistra lanciano un appello per una manifestazione nazionale il 20 ottobre «per ricostruire un protagonismo della sinistra e ridare fiducia alla parte migliore e finora più sacrificata del paese».
Fra l'8 e il 10 ottobre i sindacati sottopongono a referendum il protocollo sul welfare del 23 luglio. La sera dell'8 dagli studi di Porta a Porta, Marco Rizzo parla di «referendum finto» perché ha le prove che c'è chi ha votato più volte. Ne nascerà un vespaio di polemiche contro il PdCI. Diliberto più cauto non smentirà Rizzo, ma spiegherà che «il nostro allarme lo abbiamo lanciato perché il referendum avvenga in modo cristallino, non vedo lo scandalo». Il referendum sarà vinto dai favorevoli all'accordo con l'81,62% dei 5.041.810 di voti validi.
Nonostante ciò, e malgrado il dissenso di Sd e Verdi, PRC e PdCI aderiscono alla manifestazione del 20 ottobre e, forti della larga partecipazione popolare, incalzano il governo affinché modifichi il protocollo.
Il 7 novembre una delegazione di circa 100 comunisti italiani guidati da Diliberto si reca a Mosca per una settimana per festeggiare i 90 anni dalla rivoluzione d'ottobre. Diliberto è l'unico segretario di partito straniero ad intervenire. L'evento avrà vasta eco anche fuori dal partito per le polemiche seguite a una battuta di Diliberto sulla traslazione della salma di Lenin in Italia.
Il 24 novembre il PdCI aderisce alla manifestazione contro la violenza alle donne.
Intanto il 22 novembre in commissione Lavoro alla Camera, si raggiunge un accordo di modifica del protocollo sul welfare che vede d'accordo tutta la maggioranza. L'entusiasmo del PdCI, però, dura poco. Il senatore Lamberto Dini grida allo scandolo e fa pressioni perché l'accordo in commissione non venga ratificato dal Parlamento. Il giorno dopo Prodi annuncia che porrà la fiducia sul testo originale e non su quello uscito dalla commissione lavoro.
L'evento viene vissuto come uno schiaffo pesante da tutta la sinistra e dal PdCI in particolare. Il comunista italiano Gianni Pagliarini, presidente della commissione Lavoro alla Camera, si dimette il 28 novembre, cioè proprio nel giorno in cui il protocollo arriva in aula. Diliberto annuncia a nome del PdCI l'intenzione di non voler fare cadere il governo votando contro la fiducia, ma precisa anche che «subendo il ricatto di Dini, avete lacerato la maggioranza».
Tuttavia il giorno dopo il PdCI ci ripensa e, a sorpresa, i suoi deputati lasciano l'aula al momento del voto, con l'eccezione di Diliberto, Pagliarini e il capogruppo Pino Sgobio. Un atto plateale che non piacerà al resto della sinistra con la quale il PdCI sta ormai lavorando con riunioni periodiche per il lancio di un soggetto politico unitario.
Nel frattempo, infatti, sta nascendo La Sinistra l'Arcobaleno e all'assemblea della Sinistra e degli Ecologisti dell'8 e 9 dicembre viene presentato il nuovo logo, che non contiene riferimenti della tradizione comunista.
Rizzo non partecipa all'assemblea «perché mancano la falce e martello e perché non si è alternativi al PD». In questo contesto il 19 dicembre una lettera aperta a Diliberto, sottoscritta da 24 membri del Comitato Centrale e diversi dirigenti locali, chiede «di riconsiderare il giudizio su Prodi e di ritirare quindi la nostra delegazione dal governo, nonché di discutere la nostra presenza in un soggetto che, per ora non ha alcun profilo politico di classe, né tanto meno un "cuore" e sta assumendo invece le sembianze di una "dépendance di sinistra" del Pd». Una posizione che il giorno dopo Rizzo lascia intendere di apprezzare, mentre vedrà furente la segreteria nazionale.
Il 10 gennaio 2008 si tiene un importante vertice di maggioranza in cui il Pdci chiede di reintrodurre la scala mobile. Il vertice sarà di fatto l'ultimo atto del governo Prodi.
Gli eventi precipitano improvvisamente: il 21 gennaio l'UDEUR passa all'opposizione e sancisce la caduta del Governo.

### Sconfitta alle elezioni politiche del 2008
Con la caduta del Governo Prodi si va ad elezioni anticipate e il PD, dopo un incontro fra segretari avvenuto l'8 febbraio, respinge ogni ipotesi di alleanza con la Sinistra l'Arcobaleno, che si presenta quindi da sola alle elezioni con Fausto Bertinotti candidato Presidente del Consiglio.
Il 7 marzo il PdCI si distingue non candidando il proprio segretario a favore di un proprio dirigente locale, operaio alla ThyssenKrupp di Torino, la fabbrica teatro tre mesi prima di un'orrenda strage sul lavoro.
Il 29 marzo fanno scalpore due fughe eccellenti. Dalla Calabria il ministro Bianchi annuncia la sua adesione al PD, mentre in Emilia-Romagna il segretario regionale e candidata Loredana Dolci rilascia un'intervista all'edizione bolognese de la Repubblica dove invita a votare PD per fermare la destra, scatenando la sua immediata espulsione con una riunione d'urgenza della Commissione di Garanzia del PdCI.
Due settimane dopo La Sinistra l'Arcobaleno non riesce a superare lo sbarramento previsto dalla legge elettorale e non elegge nessun rappresentante in Parlamento.

#### V congresso e scissione di Unire la Sinistra
Al crollo elettorale il gruppo dirigente del PdCI reagisce subito individuando nell'identità non comunista de La Sinistra l'Arcobaleno la causa principale del pessimo risultato elettorale. «Francamente è stato un autentico disastro», commenta a caldo Diliberto che aggiunge come «la sinistra così com'è non va da nessuna parte. Dobbiamo ricominciare dalla falce e martello». Manuela Palermi avverte che «la stragrande maggioranza dell'arcobaleno è comunista», ma che questa è stata umiliata perché «abbiamo assunto un profilo troppo moderato».
Marco Rizzo, trovando in questa analisi una conferma delle critiche che aveva portato alla lista prima delle elezioni, interviene a caldo sul suo blog tracciando uno schema di riflessione sul partito per il prossimo futuro, rimarcando l'esigenza di una soggettività antimperialista e alternativa al Partito Democratico.
Il giorno dopo, 17 aprile, dal sito web comunistiuniti.it viene lanciato da circa 100 comunisti fra personalità di cultura (come Margherita Hack, Domenico Losurdo, Gianni Vattimo, Luciano Canfora, Angelo D'Orsi), dello spettacolo (come Marco Baldini, Giorgio Gobbi, Bebo Storti) e di partito (come i già noti operai Ciro Argentino e Gerardo Giannone), un appello per riunificare in un unico partito Prc e Pdci. Rizzo lo definirà «un ottimo appello», e l'intero PdCI vi aderisce istantaneamente dando all'appello grande visibilità.
Alla Direzione Nazionale del 18 aprile Diliberto si presenta dimissionario ponendo la fiducia sulla sua relazione. Il segretario e Rizzo non sono però concordi sul passato, visto che per il secondo era il caso di non aderire all'arcobaleno e andare soli, mentre Diliberto replica: «Temo che avremmo avuto un consenso del tutto residuale come è capitato allo Sdi, cioè sotto all'uno per cento. Un disastro. Saremo stati vittime del doppio voto utile, verso il Pd e verso l'Arcobaleno». Invece, nota Diliberto, «il nostro Partito complessivamente rispetto agli altri partner dell'alleanza è quello che ne esce meglio». Per il futuro si propone un nuovo congresso che faccia proprio l'appello dei "comunisti uniti". Diliberto ottiene la fiducia, ma Rizzo in polemica non partecipa al voto.
Ma le tensioni nel PdCI non vengono solo da sinistra. Alla destra del PdCI, durante il Comitato Centrale del 10-11 maggio, si va coagulando una nuova area che fa riferimento a Katia Bellillo, Umberto Guidoni e Luca Robotti. Nonostante Rizzo non smetta di incalzare Diliberto con emendamenti e critiche, è evidente che dopo le elezioni Diliberto ha mutuato molti suoi argomenti e suggerimenti strategici, come quello di un PdCI nettamente alternativo al Pd. Tutto ciò fa storcere il naso a chi come la Bellillo, Guidoni e Robotti vi vede un pericoloso passo indietro, perché così si va a «liquidare con un colpo di spugna 10 anni di vita di questo partito e la sua peculiare specificità: essere sinistra di governo con una cultura costituzionalista», e suggerisce di fatto di riprendere la strada dell'arcobaleno quando avverte che «la costituente o l'unità dei comunisti sono proposte che ci fanno fare un pericoloso passo indietro. I comunisti italiani devono impegnarsi per far nascere la sinistra senza aggettivi».
Di lì a breve, il 27 maggio, il gruppo guidato dall'ex Ministro Bellillo apre un proprio blog (unirelasinistra.net) e si decide a dare battaglia congressuale. Al successivo Comitato Centrale del 7 e 8 giugno si decide di rinnovare il sistema dell'inemendabilità dei documenti politici congressuali. Il documento presentato dalla segreteria cerca di fare una sintesi del dibattito interno e alla fine vede d'accordo Rizzo «al 70%», mentre Bellillo, Guidoni e Robotti vanno per la loro strada e presentano un documento alternativo. Per la prima volta un congresso PdCI è chiamato a scegliere fra due proposte politiche fortemente alternative: da un lato il documento di maggioranza Ricostruire la sinistra. Comuniste e comunisti, cominciamo da noi, dall'altro il documento di minoranza Una necessità per il paese: unire la sinistra.
Su 28.926 iscritti del 2007, al voto nei congressi parteciperanno in 3.868 (13,37%). La mozione 1 raccoglierà 3.259 voti (84,26% dei votanti), mentre la mozione 2 si fermerà a 513 voti (13,26%). Gli astenuti saranno 96 (2,48%).
Dal 18 al 20 luglio si celebra così il V congresso che si conclude con una frattura con i sostenitori della seconda mozione. Questi infatti non optano per la scissione, ma decidono ugualmente di costituirsi in associazione Unire la sinistra per perseguire la propria linea politica per una «costituente di sinistra» insieme ai promotori di Sinistra Democratica e all'area di Rifondazione per la Sinistra che fa capo a Nichi Vendola. Decidono altresì di rifiutare i 27 posti su 531 (5,08%) loro assegnati dal congresso nel nuovo Comitato Centrale, come in qualunque altro organismo centrale.
Intanto il 21 giugno lascia il PdCI Nicola Tranfaglia con motivazioni analoghe a quelle di Unire la sinistra. Il 1º ottobre farà altrettanto Rosario Crocetta aderendo al Pd.
L'8 febbraio 2009 l'associazione Unire la Sinistra si scinde all'unanimità dal PdCI per lavorare a un nuovo soggetto unitario della sinistra, ovvero la cosiddetta costituente della sinistra.. Alle elezioni successive Unire la Sinistra si presenta insieme a Sinistra Democratica, Verdi, Partito Socialista e Movimento per la Sinistra nella lista Sinistra e Libertà.

### Lista Anticapitalista
Il 28 marzo viene annunciato che PRC, PdCI, Socialismo 2000 e Consumatori Uniti, si presenteranno in una lista unica denominata Lista Anticapitalista dove il PRC detiene il 60% delle candidature, dando così concretezza alla proposta della Direzione Nazionale del PRC dell'11 febbraio precedente «di promuovere una lista da presentare alle prossime elezioni europee che, partendo dalla presentazione del simbolo di Rifondazione Comunista-SE, condivida la scelta di appartenenza al GUE-NGL, unisca tutte le forze anticapitaliste, comuniste, di sinistra, sulla base di contenuti alternativi al progetto di Trattato di Lisbona e all'impostazione neoliberista e militarista dell'Unione europea». Sembra quindi concretizzarsi un embrione della "Costituente comunista" già invocata in passato da PRC e PdCI, oltre che da numerosi altri gruppi.
Alle elezioni europee i 21 candidati in quota PdCI totalizzano 144.408 voti di preferenza (40,5% del totale) su 1.038.247 voti di lista (3,38%). Il PdCI esprime il candidato più votato di ogni circoscrizione, ma la Lista Anticapitalista rimane sotto il 4% e non accede all'europarlamento, sancendo la seconda sconfitta consecutiva.
Due giorni dopo la sconfitta del 7 giugno viene convocato l'Ufficio Politico, in cui Diliberto si presenta dimissionario. Le dimissioni vengono respinte a larga maggioranza, con l'unica eccezione di Marco Rizzo, e viene approvato un documento che «ribadisce la fermezza della linea» e indica di procedere «con determinazione nel processo di riunificazione» con PRC e Socialismo 2000.
Il giorno dopo si costituisce il coordinamento nazionale della Lista Anticapitalista con l'intenzione di fare altrettanto a livello locale.

#### Espulsione di Marco Rizzo
Il 13 giugno si riunisce la più ampia Direzione Nazionale dove in sostanza si replica il clima dell'UP con Marco Rizzo voce critica. Secondo l'ex capogruppo PdCI «serve una riflessione profonda sulle ragioni della sconfitta della sinistra. Diliberto gioca sulle sue dimissioni ma purtroppo parla un vecchio linguaggio della politica». (..) «È necessario coinvolgere la base militante, dal comitato centrale ai segretari di federazione e di sezione. Servono idee nuove, progetti e programmi per l'alternativa e per dare una ultima speranza al nostro popolo sempre più sfiduciato». Maurizio Calliano invoca allora misure disciplinari contro l'ex europarlamentare perché in campagna elettorale non avrebbe sostenuto la lista del partito, nonostante Rizzo fosse attivamente candidato alle amministrative come sindaco di Collegno e presidente della provincia di Grosseto (risultando in entrambi i casi non eletto).
Il 18 giugno la situazione precipita. Sul blog di Marco Rizzo e sul sito di Proletari@ appare una lettera aperta a Diliberto (ma secondo lo Statuto doveva essere rivolta al presidente Cuffaro) nella quale diversi dirigenti del PdCI, ma non Rizzo, chiedono la convocazione entro il 5 luglio del Comitato Centrale, allargato ai segretari di federazione e di sezione, perché, si afferma, «crediamo sia necessaria una riflessione profonda che coinvolga tutte le istanze del partito, a partire dalla base».
Il giorno dopo Rizzo è convocato per telegramma dalla Commissione Nazionale di Garanzia a seguito di un ricorso di Calliano e altri della federazione di Torino e il 22 giugno viene ascoltato ed espulso dal partito. Le motivazioni dell'espulsione vengono rese note il giorno successivo, il 23, ma nel frattempo Rizzo ha rilasciato un'intervista a Corriere della Sera nella quale spiega che sta per essere espulso e dichiara che la situazione «è precipitata dopo che ho fatto notare a Diliberto che diverse iniziative pubbliche locali da lui svolte nel tempo lo vedevano sempre "accompagnato" da un volto noto della P2 di Licio Gelli: Giancarlo Elia Valori». Il giorno stesso Rizzo tiene anche una conferenza stampa dove precisa meglio la sua accusa
Per queste accuse il segretario del Partito Oliviero Diliberto annuncia querela contro Marco Rizzo, e l'ufficio stampa del partito fa notare che gli incontri citati erano occasioni pubbliche: presentazioni di libri, convegni e dibattiti. La Commissione Nazionale di Garanzia motiva l'espulsione sostenendo che Rizzo «si è astenuto dallo svolgere la campagna elettorale per le Elezioni Europee a sostegno della lista Comunista [...] , ma ha finanche dato indirizzo di voto diverso da come deciso negli organismi dirigenti del Partito; nella maggior parte dei casi invitando a votare candidati di altre liste concorrenti a quella unitaria dei Comunisti (Italia dei Valori in primis, ed anche Partito Comunista dei Lavoratori e Sinistra e Libertà), in particolare sostenendo Gianni Vattimo (candidato nelle liste di Italia dei Valori), ed in certi casi dando indicazione di voto contro il nostro Segretario nazionale».
Rizzo annuncia che «serve una sinistra popolare, sempre con la falce e martello, che sappia riscaldare il cuore della nostra gente. ( [...] ) Si deve ripartire da lì» e ne deriva così la silenziosa scissione di Comunisti - Sinistra Popolare che, a detta di Rizzo, nell'arco di tre mesi porterà alla fuoriuscita di 60 sezioni PdCI e qualche consigliere regionale.

#### Federazione della Sinistra
Il 20 e 21 novembre 2010 all'hotel Ergife di Roma si svolge il I congresso nazionale della Federazione della Sinistra durante il quale viene votato e approvato il Documento politico e il nuovo Statuto. Il congresso, proseguendo la prassi della rotazione, elegge portavoce nazionale Oliviero Diliberto. Nel 2011 la corrente del PRC marxista-leninista de L'Ernesto entra nel PdCI.

#### VI Congresso e «teoria dei tre cerchi»
Il VI congresso del Pdci, dal titolo "Ricostruire il Partito Comunista, unire la sinistra, battere le destre", si tiene a Rimini dal 28 al 30 ottobre 2011.
Il congresso si pone un obiettivo di lungo periodo, quello di ricostruire in Italia il Partito Comunista, senza liquidazioni e rifondazioni, cogliendo il meglio della storia del comunismo italiano e internazionale e imparando dagli errori fatti. Viene quindi lanciato un appello a Rifondazione Comunista perché i due partiti si uniscano a partire da alcuni punti: centralismo democratico, collegamento al movimento comunista internazionale, unità della sinistra. Il segretario di Rifondazione Comunista Paolo Ferrero, pur assistendo ai lavori congressuali, non prende la parola.
Dal punto di vista delle alleanze elettorali viene proposta la teoria dei tre cerchi concentrici: unità democratica e costituzionale con il centro sinistra per battere le destre, unità della sinistra all'interno del centrosinistra, unità dei comunisti.
Il congresso è il momento dell'entrata negli organismi dirigenti dei quadri e dei militanti de l'Ernesto che erano usciti in febbraio dal PRC aderendo al manifesto per la ricostruzione del partito comunista. Aderisce inoltre al partito il filosofo Domenico Losurdo, presidente dell'associazione Marx XXI.
Al congresso partecipano 45 delegazioni estere di associazioni e partiti comunisti, progressisti e democratici. Ottiene particolare risalto l'intervento del magistrato antimafia Antonio Ingroia che tiene un discorso sulla difesa della Costituzione, definendosi "partigiano della Costituzione".

### Scioglimento della Federazione della Sinistra
Dopo aver raccolto, con altre forze politiche e sindacali, le firme per indire referendum contro la diaria dei parlamentari, le modifiche apportate all'articolo 18 dello Statuto dei Lavoratori dalla
riforma del lavoro Fornero, per sopprimere la norma che consente alle aziende di derogare i contratti collettivi se sostituiti da aziendali o territoriali e abrogare la riforma delle pensioni Fornero (che non si svolgeranno mai a causa dello scioglimento anticipato delle Camere avvenuto prima della presentazione delle firme), la Federazione della Sinistra si scioglie a causa di un mancato accordo sulla posizione da prendere sulle primarie per il candidato premier del centrosinistra.
Rifondazione infatti non condivide la scelta degli alleati di prendervi parte.
Il PdCI sostiene Nichi Vendola al primo turno e Pier Luigi Bersani al ballottaggio.
Tuttavia un accordo tra i Comunisti Italiani e il centrosinistra non si raggiungerà.

### Elezioni politiche del 2013 con Rivoluzione Civile
Il 29 dicembre 2012 il magistrato Antonio Ingroia presenta la sua candidatura alle elezioni politiche del 2013 a capo di Rivoluzione Civile, coalizione che raccoglie l'adesione dei Comunisti Italiani oltre che di Italia dei Valori, Rifondazione Comunista, Federazione dei Verdi, Movimento Arancione e Nuovo Partito d'Azione. La coalizione elettorale, che raggiunge il 2,2% alla Camera ed l'1,8% al Senato, non supera la soglia di sbarramento e non riesce ad eleggere nessun parlamentare.
Alle contestuali elezioni regionali, il PdCI, presentandosi con il proprio simbolo all'interno della coalizione di centrosinistra a sostegno di Paolo Di Laura Frattura, che verrà eletto Presidente, riesce a ottenere un seggio alle regionali molisane con il 3,28% dei voti. Nessun eletto invece alle regionali laziali, dove dà l'appoggio alla lista Rivoluzione Civile a sostegno di Sandro Ruotolo, ed alle regionali lombarde, dove appoggia la lista Etico a Sinistra all'interno della coalizione che sostiene Umberto Ambrosoli.
In seguito al risultato delle elezioni politiche Oliviero Diliberto si è dimesso insieme alla Segreteria Nazionale.
Dal 19 al 21 luglio si terrà a Chianciano Terme un Congresso straordinario che si concluderà con l'approvazione della linea di unità dei comunisti in un unico partito, l'elezione di Cesare Procaccini a Segretario Nazionale e di Manuela Palermi a Presidente del Comitato Centrale.

### Elezioni europee del 2014 e mancato appoggio alla lista L'Altra Europa con Tsipras
In occasione delle elezioni europee del 2014, dopo un iniziale sostegno alla lista L'Altra Europa con Tsipras, il gruppo dirigente del partito decide di ritirare l'appoggio alla lista dopo che solo uno dei propri esponenti, Piergiovanni Alleva, era stato candidato al suo interno.
Il 19 luglio il PdCI ritorna a dialogare con L'Altra Europa con Tsipras e alle elezioni regionali dell'Emilia-Romagna del novembre 2014 costituisce, con gli altri partiti aderenti a L'Altra Europa, la lista L'Altra Emilia-Romagna, che elegge come unico consigliere Piergiovanni Alleva, esponente dei Comunisti Italiani. Nelle contemporanee elezioni regionali calabresi, invece, il partito aderisce con SEL e IdV alla lista La Sinistra invece che a L'Altra Calabria.

### Cambio di denominazione in Partito Comunista d'Italia
Il 5 settembre 2014 alcuni membri del PdCI e del PRC lanciano un appello per la costituzione di «un'Associazione per la ricostruzione del Partito Comunista nel quadro ampio della sinistra di classe».
Il 28 settembre, al termine della Conferenza di organizzazione del PdCI, il partito decide di far proprio l'appello. In conseguenza di ciò, al Comitato Centrale del partito del 23 novembre 2014 viene deciso il cambio di denominazione in Partito Comunista d'Italia (PCdI) «quale evoluzione dell'esperienza del PdCI». La decisione viene divulgata l'11 dicembre insieme al nuovo simbolo, molto simile a quello del disciolto Partito Comunista Italiano.
Gli organismi dirigenti centrali del Partito Comunista d'Italia ricalcano ampiamente quelli del PdCI e Cesare Procaccini ne rimane segretario.

### Scioglimento del PCdI e fondazione del Partito Comunista Italiano

Logo del PCI

Nel 2016 il Partito Comunista d'Italia dà seguito all'appello dell'Associazione per la Ricostruzione del Partito Comunista e stabilisce di confluire in un nuovo soggetto politico, da costituirsi con il medesimo nome del Partito Comunista Italiano sciolto nel 1991 e un simbolo che ricalchi il contrassegno storico. Alla nuova formazione aderiscono anche alcuni esponenti di Rifondazione Comunista e indipendenti. L'Assemblea Nazionale Costituente del Partito Comunista Italiano, riunitasi a San Lazzaro di Savena dal 24 al 26 giugno 2016, elegge il comitato centrale, che il giorno successivo nomina Mauro Alboresi segretario. A settembre successivo viene fondata anche l'organizzazione giovanile del partito che riprende il nome di Federazione Giovanile Comunista Italiana (FGCI). Dal punto di vista ideologico il PCI si dichiara su posizioni marxiste, anticapitaliste, antifasciste, anti-imperialiste e fortemente euroscettiche.
Al referendum costituzionale del 4 dicembre 2016 il PCI si schiera per il no. In vista delle elezioni politiche del 2018 il PCI aderisce alla lista elettorale Potere al Popolo! che non supera la soglia di sbarramento e non elegge alcun parlamentare.  Nel primo congresso di Orvieto, dal 6 all'8 luglio 2018, il PCI abbandona ufficialmente Potere al Popolo!.
Nel 2019 non riesce a raccogliere le firme necessarie a presentare una propria lista autonoma per le elezioni europee. Nello stesso anno alle elezioni regionali in Sardegna il PCI perde il suo ultimo consigliere regionale. Negli anni successivi si presentò in diverse elezioni amministrative e regionali, in alcuni casi in coalizione con altre forze di sinistra e in altri da solo, senza mai eleggere propri esponenti nei consigli regionali.
Nel 2022 il PCI tiene a Livorno il suo secondo Congresso nazionale, dove viene confermata la linea di opposizione al centro-sinistra, poi riconfermata anche dal successivo congresso del 2024.
Il 12 agosto il PCI presenta il proprio simbolo in vista delle elezioni politiche anticipate del 25 settembre. Tuttavia riesce a raccogliere le firme necessarie a presentarsi solo in alcune circoscrizioni. Otterrà 24.555 voti (0,09%) alla Camera e
70.961 (0,26%) al Senato, non riuscendo ad eleggere alcun parlamentare. Negli anni successivi continuò a presentarsi in diverse elezioni regionali e amministrative.

## Correnti e scissioni
Le correnti organizzate erano espressamente vietate dallo Statuto.
Tra la fine del 2005 e i primi mesi del 2006 alcuni dirigenti del partito decidono di lasciarlo dopo le polemiche con Diliberto. Una parte di essi fonda l'Associazione Rossoverde, altri l'Associazione Sinistra Rossoverde che aderirà a Sinistra Democratica il 5 maggio 2007.
In seguito al fallimento elettorale de La Sinistra l'Arcobaleno del 2008, Katia Bellillo e Umberto Guidoni guidano (da posizioni "di destra") un'area di dissenso interno in cui chiedono di rimettere mano al progetto di unità della sinistra, ricercando l'alleanza con il Partito Democratico. Dopo aver presentato un documento autonomo al V Congresso del partito, che ha raccolto circa il 13% dei consensi, la componente ha scelto di lasciare il PdCI e fondare "Unire la sinistra", successivamente confluita in Sinistra e Libertà.
Marco Rizzo, da tempo in polemica con la dirigenza del Partito, viene espulso il 24 giugno 2009. In seguito fonderà il movimento Comunisti-Sinistra Popolare che poi si trasformerà in Partito Comunista.
Nel maggio 2013 il deludente esito di Rivoluzione Civile spinse il responsabile Organizzazione Francesco Francescaglia, il coordinatore nazionale della FGCI Flavio Arzarello e il predecessore Riccardo Messina a promuovere l'appello "A Sinistra per l'Italia", nel quale viene sostenuto essere «necessario e urgente costruire un grande e nuovo soggetto politico della sinistra, che si ponga l'obiettivo strategico del governo per cambiare l'Italia insieme alle forze progressiste in un nuovo centrosinistra». È il preludio di una confluenza da parte dei tre nomi detti prima in Sinistra Ecologia Libertà prima e nel Partito Democratico poi.

## Valori
Il preambolo dello statuto del partito recitava:
Il Partito dei Comunisti Italiani opera per la ricostruzione in Italia di un partito comunista unico, avanguardia delle componenti più avanzate della società italiana nella lotta per il socialismo e il comunismo. A tale fine organizza donne e uomini che operano, nella società e nelle istituzioni, per attuare ed estendere la democrazia, i diritti, l'uguaglianza, la giustizia sociale e le libertà sancite dalla Costituzione repubblicana, la cui piena attuazione consente di avanzare sulla via del socialismo. Si adopera per l'indipendenza, l'unità e la sovranità del paese.
Fa riferimento al marxismo, al leninismo e all'arricchimento ricevuto dall'elaborazione del Partito Comunista Italiano, in particolar modo attraverso il pensiero di Gramsci e Togliatti, alle esperienze del movimento operaio e comunista italiano ed internazionale, ai valori della Resistenza e dell'antifascismo, alle conquiste dei movimenti per la pace ed anti-imperialisti e alle battaglie ambientaliste, antirazziste, di genere e per i diritti civili.
Il Partito dei Comunisti Italiani assume l'internazionalismo a fondamento della sua azione politica. Opera affinché la politica estera italiana, nel rispetto dell'articolo 11 della Costituzione, promuova la pace tra i popoli, la cooperazione multilaterale tra le nazioni e la vocazione solidaristica nella regione euromediterranea per garantire ed assicurare la pace e la cooperazione. Le relazioni internazionali del PdCI con gli altri partiti comunisti, rivoluzionari e progressisti si informano ai principi di indipendenza, uguaglianza, rispetto reciproco, solidarietà e non interferenza.
Riconosce la centralità del conflitto tra capitale e lavoro e opera per unire e organizzare la classe lavoratrice.
Assume la teoria gramsciana della “battaglia delle idee” e della pratica dell'egemonia culturale. Organizza gli intellettuali e si batte per il diritto alla conoscenza, alla cultura e alla ricerca scientifica.
Il Partito dei Comunisti Italiani, nel lavorare per la ricostruzione di un Partito comunista unico, persegue la politica delle alleanze con le forze democratiche e l'unità delle forze della sinistra. Promuove la connessione con i movimenti progressivi della società. Si batte per un'etica pubblica fondata sul riconoscimento della centralità della questione morale e per sconfiggere le mafie.

## Risultati elettorali

### Partito dei Comunisti Italiani
| Elezione       | Elezione                                | Voti                        | %       | Seggi    |
| -------------- | --------------------------------------- | --------------------------- | ------- | -------- |
| Europee 1999   | 622.261                                 | 2,00                        | 2 / 87  |          |
| Politiche 2001 | Camera                                  | 620.859                     | 1,67    | 8 / 630  |
| Senato         | ne L'Ulivo                              | 3 / 315                     |         |          |
| Europee 2004   | 783.710                                 | 2,42                        | 2 / 78  |          |
| Politiche 2006 | Camera                                  | 884.912                     | 2,32    | 16 / 630 |
| Senato         | nella lista Insieme con l'Unione        | 5 / 315                     |         |          |
| Politiche 2008 | Camera                                  | ne La Sinistra l'Arcobaleno | 0 / 630 |          |
| Senato         | ne La Sinistra l'Arcobaleno             | 0 / 315                     |         |          |
| Europee 2009   | nella Lista Comunista e Anticapitalista | 0 / 72                      |         |          |
| Politiche 2013 | Camera                                  | in Rivoluzione Civile       | 0 / 630 |          |
| Senato         | in Rivoluzione Civile                   | 0 / 315                     |         |          |

### Partito Comunista Italiano
| Elezione       | Elezione            | Voti                | %       | Seggi   |
| -------------- | ------------------- | ------------------- | ------- | ------- |
| Politiche 2018 | Camera              | in Potere al Popolo | 0 / 630 |         |
| Senato         | in Potere al Popolo | 0 / 315             |         |         |
| Politiche 2022 | Camera              | 24.555              | 0,09    | 0 / 400 |
| Politiche 2022 | Senato              | 70.961              | 0,26    | 0 / 200 |

## Nelle istituzioni

### Camera dei deputati
- Gruppo Comunista

| XIII Legislatura |
| ---------------- |
| 21 deputati      |

- Gruppo Comunisti Italiani

| XIV Legislatura |
| --------------- |
| 10 deputati     |
| XV Legislatura  |
| 16 deputati     |

### Senato della Repubblica
- Gruppo Comunista

| XIII Legislatura |
| ---------------- |
| 6 senatori       |

- Gruppo Comunisti Italiani

| XIV Legislatura |
| --------------- |
| 2 senatori      |

- Gruppo Insieme con l'Unione

| XV Legislatura |
| -------------- |
| 5 senatori     |

### Parlamento europeo
- Gruppo Sinistra Unitaria Europea/Sinistra Verde Nordica

| V legislatura  |
| -------------- |
| 2 eurodeputati |
| VI legislatura |
| 2 eurodeputati |

### Governi
- Governo D'Alema I
  - Katia Bellillo - Ministro per gli Affari Regionali
  - Oliviero Diliberto - Ministro di Grazia e Giustizia
  - Claudio Caron - Sottosegretario al Lavoro
  - Antonino Cuffaro - Sottosegretario all'Università e alla Ricerca
  - Paolo Guerrini - Sottosegretario alla Difesa
- Governo D'Alema II
  - Katia Bellillo - Ministro per gli Affari Regionali
  - Oliviero Diliberto - Ministro della Giustizia
  - Claudio Caron - Sottosegretario al Lavoro
  - Antonino Cuffaro - Sottosegretario all'Università e alla Ricerca
  - Paolo Guerrini - Sottosegretario alla Difesa
- Governo Amato II
  - Katia Bellillo - Ministro alle Pari Opportunità
  - Nerio Nesi - Ministro dei Lavori Pubblici
  - Antonino Cuffaro - Sottosegretario all'Università e alla Ricerca
  - Paolo Guerrini - Sottosegretario al Lavoro
- Governo Prodi II
  - Alessandro Bianchi (indipendente di area) - Ministro ai Trasporti
  - Gian Paolo Patta (indipendente di area) - Sottosegretario alla Salute

## Congressi
- I Congresso - Fiuggi (FR), 21-23 maggio 1999 - No alla guerra. In Europa, pace e lavoro
- II Congresso - Bellaria-Igea Marina (RN), 13-16 dicembre 2001 - A sinistra per l'unità e il cambiamento
- III Congresso - Rimini, 20-22 febbraio 2004 - Al lavoro per la sinistra
- IV Congresso - Rimini, 27-29 aprile 2007 - Più forti i comunisti, più forte l'unità della sinistra
- V Congresso straordinario - Salsomaggiore Terme, 18-20 luglio 2008 - Ricostruire la sinistra, cominciamo noi comunisti
- VI Congresso - Rimini, 28-30 ottobre 2011 - Ricostruire il partito comunista. Unire la sinistra. Battere le destre. La rivoluzione da ottobre.
- VII Congresso straordinario - Chianciano Terme (SI), 19-21 luglio 2013 - Ricostruire il partito comunista, unire la sinistra, attuare il programma della Costituzione
- Conferenza di organizzazione - Pianoro (BO), 27-28 settembre 2014 - L'attualità della ricostruzione del Partito Comunista, a 23 anni dallo scioglimento del PCI. Tenere aperta la questione comunista in Italia, in Europa e nel mondo

### Congressi del PCI
- Assemblea Nazionale Costituente del PCI - San Lazzaro di Savena (BO), 24-26 giugno 2016 - Un futuro grande come una storia. La nostra
- I Congresso - Orvieto (TR), 6-8 luglio 2018 - Ricostruire il PCI per cambiare l'Italia
- Assemblea Nazionale Organizzativa del PCI - Bolsena (VT), 13-14 luglio 2019 - Cantiere aperto
- II Congresso - Livorno (LI), 25-27 marzo 2022 - Ricostruire il PCI, unire i comunisti entro un fronte della sinistra di classe per uscire dalla crisi
- III Congresso - Forlì (FC), 28-30 marzo 2025 - Per l'alternativa di sistema, per il socialismo [231]

## Iscritti
- 1999 - 28.325 (29.388[239])
- 2000 - 25.614
- 2001 - 26.184
- 2002 - 26.700 (23.747[239])
- 2003 - 30.932
- 2004 - 34.782
- 2005 - 35.128
- 2006 - 43.127
- 2007 - 31.036 (28.926[240])
- 2008 - 29.316
- 2009 - 24.015
- 2010 - Nessun dato disponibile
- 2011 - 20.164[241]
- 2012 - 12.600[242]
- 2013 - Nessun dato disponibile
- 2014 - Nessun dato disponibile
- 2015 - Nessun dato disponibile

Fonte: Dipartimento Organizzazione del partito.

## Struttura
Gli organi principali sono innanzitutto il Comitato centrale (presieduto dal Presidente e di 150 membri), la cui funzione è quella di dirigere il partito, la Direzione Nazionale (70 membri) e la Segreteria (3 membri).

### Segretario
| Segretario         | Periodo                           | Note                  |
| ------------------ | --------------------------------- | --------------------- |
| Armando Cossutta   | 11 ottobre 1998 – 29 aprile 2000  | Come presidente unico |
| Oliviero Diliberto | 29 aprile 2000 – 19 luglio 2013   |                       |
| Cesare Procaccini  | 21 luglio 2013 – 23 novembre 2014 |                       |

#### Segretario del PCdI e del PCI
| Segretario        | Periodo                           | Note            |
| ----------------- | --------------------------------- | --------------- |
| Cesare Procaccini | 23 novembre 2014 – 26 giugno 2016 | segretario PCdI |
| Mauro Alboresi    | 26 giugno 2016 – in carica        |                 |

### Presidente
| Presidente       | Periodo                              |
| ---------------- | ------------------------------------ |
| Armando Cossutta | 11 ottobre 1998 – 21 giugno 2006     |
| Antonino Cuffaro | 29 aprile 2007 – 21 luglio 2013      |
| Manuela Palermi  | 14 settembre 2013 – 23 novembre 2014 |

#### Presidente del PCdI e del PCI
| Presidente       | Periodo                          |
| ---------------- | -------------------------------- |
| Manuela Palermi  | 23 novembre 2014 – 8 luglio 2018 |
| Selene Prodi     | 8 luglio 2018 – 27 marzo 2022    |
| Cristina Cirillo | 27 marzo 2022 – in carica        |

### Presidente onorario
| Presidente onorario | Periodo                           |
| ------------------- | --------------------------------- |
| Antonino Cuffaro    | 21 luglio 2013 – 23 novembre 2014 |

### Coordinatore
- Marco Rizzo (1998–2009)
- Orazio Licandro (2009–2013)
- Alessandro Pignatiello (2013–2014)

### Presidenti dei gruppi parlamentari

#### Capogruppo/delegazione alla Camera dei deputati
- 11 ottobre 1998 – 12 ottobre 1998: Oliviero Diliberto
- 22 ottobre 1998 – 29 maggio 2001: Tullio Grimaldi, vice: Maria Carazzi
- 13 giugno 2001 – 19 luglio 2004: Marco Rizzo
- 20 luglio 2004 – 28 aprile 2008: Pino Sgobio, vice: Elias Vacca

#### Capogruppo/delegazione al Senato della Repubblica
- 11 ottobre 1998 – 27 aprile 2006: Luigi Marino, vice: Fausto Marchetti
- 3 maggio 2006 – 28 aprile 2008: Manuela Palermi

#### Capodelegazione al Parlamento europeo
- 1998 – 2004: Lucio Manisco
- 1998 – 2004: Marco Rizzo

## Progetti di confederazione della sinistra
Il PdCI lavora per l'unità di tutte le forze di sinistra per arrivare a coalizioni di centrosinistra che camminino su due "gambe": quella di sinistra e quella di centro. La confederazione è la forma organizzativa auspicata perché unisce i partiti, preservandone l'autonomia delle varie organizzazioni, cosa impossibile in caso di fusione in un unico nuovo soggetto politico.
L'idea federativa venne per primo a Dario Cossutta, figlio di Armando, che con un articolo su l'Unità del 7 agosto 1990, proponeva di evitare una frattura interna al morente PCI, creando una federazione tra i futuri PDS e PRC, sul modello della Federazione delle Liste Verdi. La proposta fu portata avanti fino alla fine del XX e ultimo congresso PCI, ma non se ne fece nulla e alla fine fu scissione.
Ma dal gennaio 2000, il dibattito politico del centrosinistra fu animato dalla necessità di trovare nuove forme e organizzazioni per quel che rimaneva dell'Ulivo che, dopo la caduta del governo Prodi I, era notevolmente mutato per natura e composizione. Tra chi proponeva un partito unico (Arturo Parisi) e chi una federazione (Walter Veltroni), il dibattito sembrò non trovar compromesso e già a febbraio tutto sembrava lettera morta.
La sconfitta alle regionale del 16 aprile 2000 e la mancata abrogazione del proporzionale al referendum del 21 maggio spinsero Veltroni, con un'intervista a la Repubblica del 23 maggio, a rilanciare l'idea di una "Casa dei riformisti da contrapporre alla Casa delle Libertà", cioè una "grande federazione del centrosinistra".
Proprio quello stesso giorno, la Direzione Nazionale del PdCI lanciava la propria idea di Confederazione della Sinistra, affinché PdCI, Rifondazione Comunista, Verdi e DS potessero confederarsi e successivamente trovare un accordo con le forze di centro più riformiste che, proprio in quei giorni, andavano verso un'unione più stretta che, anni dopo, avrebbe portato alla nascita de La Margherita. In fondo si trattava di ricomporre il popolo di sinistra, che si trova unito solo sindacalmente nella CGIL, mentre politicamente si divide in 3-4 partiti e innumerevoli associazioni. Per anni saranno solo rifiuti, specie da parte dei DS interessati a forme di unione o federazione con partiti di centro, più che con partiti della sinistra comunista.
L'idea di trovare un'unità a sinistra sembra iniziare a dare i suoi frutti il 15 gennaio 2005, quando Alberto Asor Rosa fonda la Camera di consultazione della sinistra a Roma, con intenti analoghi a quelli avanzati dal PdCI. Qualche nuovo spiraglio si intravede nel giugno 2005, quando la Federazione dei Verdi propone la Lista Arcobaleno, cioè l'aggregazione di almeno PdCI, Rifondazione Comunista, Verdi e associazioni varie. Il PRC rifiuta subito, mentre parte della CGIL e sinistra diffusa, oltre al PdCI, accolgono l'idea con entusiasmo.
Ma nel giro di pochi mesi la legge elettorale diviene proporzionale, lo sbarramento si dimezza e la Federazione dei Verdi rinunciano al progetto Arcobaleno (19 novembre 2005), non senza strascichi polemici. I Verdi sostengono di non essere più disponibili perché trovano privo di senso un Arcobaleno a due (Verdi+PdCI) e, comunque, rifiutano la presenza della falce e martello accanto al loro sole che ride, nell'eventuale simbolo della Lista Arcobaleno. I Comunisti Italiani sostengono invece che sia stato il dimezzamento della soglia di sbarramento a spingere i Verdi a ritrattare tutto.
Per il PdCI, malgrado tutto, resta la prospettiva di cercare di confederare la sinistra, come stabilito dalle linee guida del congresso 2004.
Il 14 febbraio 2006 si raggiunge un accordo elettorale per presentare al Senato una lista unica con Verdi e Consumatori Uniti. L'accordo prevede che 16 capilista siano equamente divisi tra Verdi e PdCI (cioè Armando Cossutta), mentre ai Consumatori vadano le rimanenti due regioni. Diliberto, presentando l'accordo nato certamente per superare agilmente lo sbarramento del 3%, non mancherà di far notare che "sarebbe utile che questo tentativo unitario a sinistra, il primo dopo quindici anni, avesse un buon risultato".
La lista unitaria andrà meglio al Nord, ma lo strano boom di voti ottenuti dal Prc solo al Senato, indurranno il partito a capire che rimpicciolendo la propria falce e martello, si sono regalati molti voti a Rifondazione. In ogni caso la XV legislatura si apre al Senato con la costituzione di un gruppo parlamentare unico tra Pdci e Verdi.
La crisi di governo aperta il 21 febbraio 2007 riapre improvvisamente il problema dell'unità a sinistra. Il 23 febbraio Diliberto su Il Messaggero dichiara che per «dare un segnale di unità forte dobbiamo ristabilire un canale di dialogo continuo e cordiale tra Rifondazione e il Pdci. La speranza poi è una sinistra tutta unita. Del resto, ritengo che una delle cause di fibrillazione della maggioranza sia stata proprio la competizione a sinistra». Tre giorni dopo arriva a sorpresa una risposta da Fausto Bertinotti attraverso Liberazione. Per l'ex segretario del Prc per «affrontare la crisi della politica bisogna affrontare la questione di come raggiungere la “massa critica”. Se non lo affronti, questo tema, se lo rinvii a chissà quando, potrai seminare in eterno e benissimo, ma non riuscirai mai a raccogliere. Questa massa critica deve essere trasversale». Per la prima volta dal 1998 il Prc apre al Pdci.
Dal 9 dicembre 2007, nella conferenza della Sinistra ecologista della fiera di Roma, il Pdci assieme al Prc, la Sinistra Democratica ed i Verdi ha dato origine al nuovo soggetto politico chiamato la Sinistra l'Arcobaleno. Con il simbolo della Sinistra Arcobaleno partecipa alle elezioni politiche del 13 e 14 aprile 2008.
La debacle elettorale, che sancisce l'uscita della scena parlamentare della Sinistra, il PdCI nella persona del suo segretario Diliberto, è la prima tra le forze del cartello a ricusare il progetto, prospettando un ritorno agli storici simboli "falce e martello".

## Simbolo

### Storia
Al momento del battesimo del PdCI (11 ottobre 1998), non era ancora pronto nessun simbolo, ma la dirigenza del neonato partito intendeva riproporre subito un logo che fosse il più simile possibile a quello del disciolto Partito Comunista Italiano, non solo per ragioni affettive, ma soprattutto per dare un forte segnale di continuità tra quella esperienza (1921-1991) e quella che si andava a iniziare. Tuttavia il simbolo apparteneva ai Democratici di Sinistra, seppure questi, otto mesi prima, lo avessero rimosso dal proprio logo di partito per sostituirlo con la rosa del Partito Socialista Europeo.
Visto però il contributo, seppure vano, del PdCI nel salvare il governo Prodi I, i DS accettarono di non contrastare un simbolo del PdCI che clonasse quello del PCI, a patto di qualche lieve modifica.
Il simbolo del PdCI viene presentato il 15 ottobre 1998 e, in effetti, è pressoché identico a quello del PCI disegnato a suo tempo da Renato Guttuso.
Il simbolo però non piace a Rifondazione Comunista che due settimane dopo si rivolge alla Corte d'appello di Roma e di tutte le città in cui vengono depositate liste del PdCI per le imminenti elezioni amministrative di novembre.
Sostiene il PRC che, essendo il simbolo dei Comunisti Italiani molto simile a quello di Rifondazione, gli elettori potrebbero esserne confusi e indotti in errore. Tesi accolta dai giudici, in quanto "gli elementi in base ai quali il simbolo del PdCI, molto simile a quello del PRC, potrebbe confondere e indurre in errore gli elettori, sono sussistenti". La confondibilità tra i due contrassegni deriva, secondo Rifondazione, "dai caratteri grafici e cromatici con cui sono riprodotti nel contrassegno contestato gli elementi figurativi essenziali e centrali del simbolo del PRC". Il segretario del PRC Fausto Bertinotti chiarirà che "non siamo contrari al fatto che chiunque si senta e si definisca comunista si presenti con un proprio simbolo", ma occorre fare "una scelta di tutela nei confronti degli elettori in modo tale che possano scegliere secondo coscienza".
La richiesta di impugnazione del simbolo da parte di Bertinotti viene respinta per le elezioni nei comuni di Pisa, Pescara, Massa, Civitavecchia, Sezze (LT), Bitonto (BA), Impruneta (FI), Pisticci (MT), mentre è accolta per la provincia di Roma, di Massa, di Foggia e nei comuni di Viareggio e Anzio.
Il PdCI teme di perdere insieme al proprio simbolo i propri voti e Marco Rizzo accusa: "Bertinotti con questo scellerato attacco fa nuovamente, per la terza volta nel giro di quindici giorni, un enorme favore a Fini e Berlusconi". Anche gli alleati accusano il PRC di masochismo, visto che spesso il ricorso è fatto in comuni e province dove il PRC è alleato con tutta la coalizione ulivista.
Il 3 novembre la soluzione della Corte d'Appello di Roma: la semplice aggiunta di un fondo azzurro al simbolo del PdCI eviterà confusioni col PRC. Da allora l'azzurro accompagnerà sempre i simboli del PdCI e Rifondazione continuerà a presentare ricorsi senza successo.
In vista delle elezioni europee del 2004 e a seguito del III congresso del partito, il 7 marzo 2004, la Direzione Nazionale approva un nuovo simbolo elettorale dove viene aggiunta la dicitura "per la sinistra" nel bordo superiore, per meglio esplicitare la linea politica del PdCI. È un simbolo che non sostituisce, ma affianca quello precedente, che resta l'unico ufficiale per statuto (art. 31).
Ma questo nuovo simbolo avrà vita breve. Al Comitato Centrale del dopo europee, il 20 giugno 2004, Diliberto segnala: «I compagni hanno detto che occorre rendere più riconoscibile il simbolo. Sono d'accordo. Non ho ancora idee chiarissime su come fare, ma vedremo, studieremo ogni possibile ipotesi. Ci sono stati tantissimi errori sulle schede che, se evitati, avrebbero aumentato la nostra percentuale. In Sardegna, dove credo di essere più conosciuto che altrove, ho avuto 13.000 preferenze per le europee, ma 2.500 cittadini hanno scritto il mio nome sul simbolo di Rifondazione. E questo è successo un po' ovunque. A Bisceglie, dove anche le pietre conoscono Giovanni Valente, ci sono stati moltissimi analoghi errori. Salvatore Crocetta (detto Totò), anch'egli conosciutissimo a Gela, ha avuto 1.400 preferenze perse sempre per la stessa ragione. Stiamo parlando di numeri impressionanti».
Detto fatto, da Natale 2004 inizierà a circolare un simbolo schiarito e con la scritta comunisti italiani in neretto blu. La scelta deriva dall'osservazione che sulle schede elettorali stampate dalla Zecca di Stato i simboli tendono a scurirsi. Nel simbolo del PdCI questo fenomeno andava a danno soprattutto della scritta bianca comunisti italiani, che così risultava illeggibile o quasi.
Quest'ultimo simbolo è ormai l'unico usato dal PdCI ed è stato inserito anche nella tessera 2006, divenendo così non solo simbolo elettorale, come poi ufficializzato dalle modifiche allo statuto durante il IV congresso.

### Simboli storici

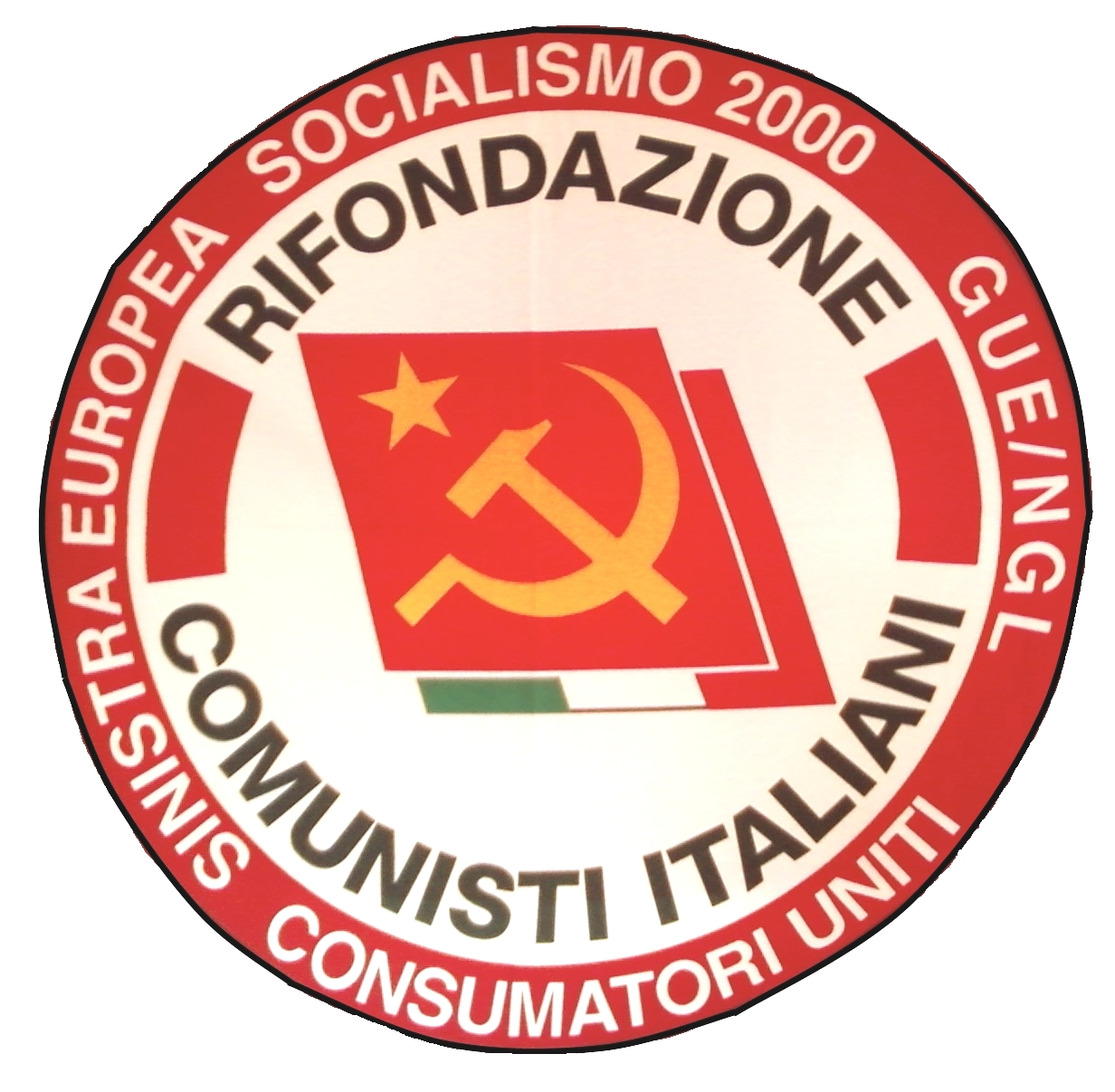
Il simbolo della Lista comunista (Rifondazione Comunista-Pdci) in occasione delle elezioni europee del 2009.
Simbolo della Federazione della Sinistra (18 luglio 2009 - 3 novembre 2012)
Simbolo del Partito Comunista Italiano costituito nel 2016

## Feste nazionali
- Pescara, 24 luglio - 1º agosto 1999
- Cogoleto, 24 - 26 settembre 1999
- Fiumicino, 21 luglio - 6 agosto 2000
- Roma, 9 - 11 settembre 2000
- Napoli, 28 settembre - 2 ottobre 2001
- Torino, 29 agosto - 16 settembre 2002
- Roma, 5 - 28 settembre 2003
- 2004
- Firenze, 13-18 settembre 2005
- Roma, 5-17 settembre 2006
- Roma, settembre 2007
- Roma, 4-14 settembre 2008